# Monarquia d'Espanya

## La Monarquia Universal
El 1469 es va produir a Valladolid la unió dinàstica entre les cases reials d'Aragó i Castella pel matrimoni entre Ferran II d'Aragó i Isabel I de Castella. Els límits d'aquesta unió dinàstica quedaren configurats el 15 de gener de 1475 quan ambdós monarques signaren la Concòrdia de Segòvia o Acuerdo de gobernación del Reino que delimitava les competències dels dos Reis Catòlics respecte del govern dels seus propis estats i donava naixement a una monarquia comuna, la Monarquia Catòlica.

La successió hereditària en Carles V del Sacre Imperi Romanogermànic

En virtut de la Concòrdia de Segòvia no es produí una unió jurídica dels territoris sinó només la unió de les persones reials, que continuaren actuant com a sobirans en els seus respectius regnes, reservant-se els impostos de cada corona per als seus assumptes interns quedant el saldo restant per a finançar els costos comuns de la monarquia, i no podent-se aplicar les lleis d'un territori en l'altre. Malgrat aquesta separació de jurisdiccions i que mai els Reis Catòlics usaren oficialment el títol de Reis d'Espanya, des de la resta d'Europa se'ls començà a identificar d'aquesta manera en tant que actuaren amb una sola veu en política i projecció exterior. Però el matrimoni no reeixí a engendrar un successor masculí comú pels seus estats, ja que a la Corona d'Aragó la successió per via femenina no estava permesa. La mort d'Isabel I el 1504, i la subsegüent expulsió de Ferran el Catòlic dels territoris de la Corona de Castella, la mort de Felip I de Castella «el Bell» el 1506, el subsegüent trastorn mental de Joana I de Castella «la Boja» i la declaració d'incapacitat mental per a regnar dugueren a la successió en la figura del futur emperador Carles V, net dels Reis Catòlics, la regència del qual ocupà durant un temps Ferran II d'Aragó fins que el seu net fos major d'edat. Durant aquesta regència es va incorporar el regne de Navarra a la Corona de Castella mentre que paral·lelament Ferran el Catòlic va buscar engendrar un successor pels seus estats de la Corona d'Aragó amb el seu matrimoni amb Germana de Foix. Però l'intent no fou reeixit, ja que l'infant Joan d'Aragó i de Foix va morir tot just acabat de néixer, fet que va portar que la successió de la Corona d'Aragó també fos heretada per la Casa d'Àustria -o dinastia Habsburg-. El futur emperador Carles V va rebre quatre herències per part dels seus avis: dels paterns Maximilià I, emperador romanogermànic i Maria de Borgonya, i dels materns Ferran II el Catòlic i Isabel I de Castella: 
- De Maximilià I, emperador romanogermànic va rebre Àustria i els drets de la corona imperial
- De Maria de Borgonya va rebre el territoris centrals a Europa coneguts amb el nom d'Herència borgonyona: Borgonya, Artois, Luxemburg, els Països Baixos, Flandes, el Franc Comtat.
- De Ferran II d'Aragó va rebre la Corona d'Aragó amb els seus territoris italians: el regnes de Nàpols, de Sardenya i Còrsega, i de Sicília
- D'Isabel I de Castella va rebre la Corona de Castella, les places del Nord d'Àfrica i els regnes castellans d'Índies

A la Corona de Castella Carles V va haver d'acceptar inicialment un cogovern teòric amb la seva mare Joana la Boja, la qual però, a causa de la seva alienació mental, va viure allunyada del govern dels regnes reclosa a Tordesillas. El monarca de la Corona de Castella i de la Corona d'Aragó també ho era de Flandes, de Borgonya i de la major part d'Itàlia de manera que la monarquia de l'emperador Carles V es constituí com una unió de diverses entitats polítiques territorials no radicades tan sols a Espanya, sinó també a Europa i a Amèrica, caracteritzant-se per la seva dimensió supranacional i en la que no s'establí unitat jurisdiccional pel conjunt de territoris patrimonials heretats. Cada estat mantingué la seva pròpia administració en absència del sobirà i aquesta respectava les distintes jurisdiccions dels respectius territoris. A aquesta dimensió cal afegir-hi l'elecció imperial de Carles V, que suposà la implementació d'una política dirigida a liderar un imperi d'abast universal i defensor de la fe catòlica basat a establir relacions pacífiques a la Cristiandat per tal de combatre contra els infidels. Aquesta basta dimensió supra-continental i direcció global feren que la monarquia de l'emperador Carles V fos coneguda amb el nom de Monarquia Universal.

### Organització institucional

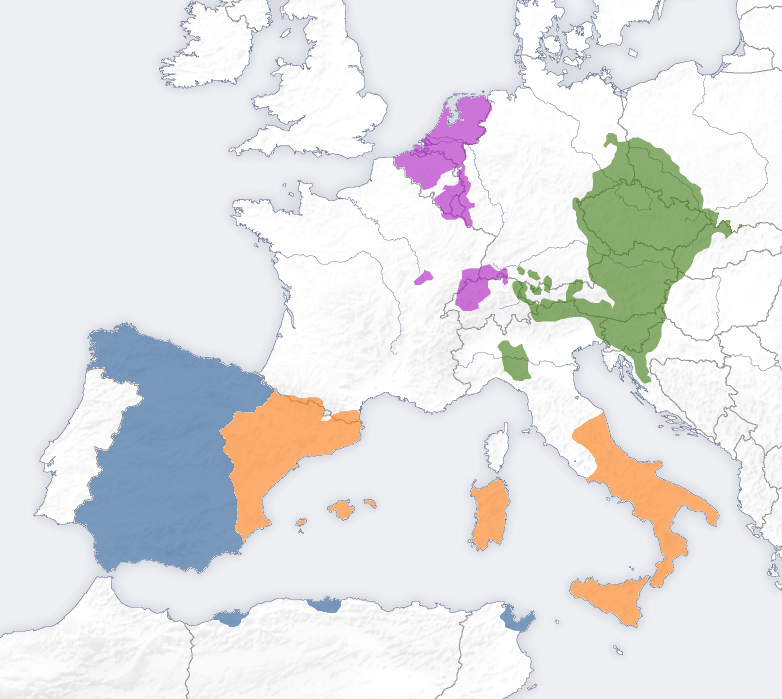
Dominis a Europa de l'emperador Carles V
Herència austríaca
Herència borgonyona
Herència catalano-aragonesa
Herència castellanolleonesa

Els Consells de la Monarquia d'Espanya foren els òrgans d'administració i de justícia amb què es governà la Monarquia d'Espanya configurant una superestructura jurisdiccional definida en politologia com a règim polisinodial, és a dir, règim administrat amb Consells. Els antecedents del Consells de la Monarquia d'Espanya foren els consilium o curia regis que aconsellaven els monarques medievals en la gestió del seu govern; amb la unió dinàstica creada pel matrimoni dels Reis Catòlics i la configuració de la Monarquia Catòlica com una entitat política estructurada en la unió personal dels monarques però no jurisdiccional dels respectius estats -la Corona de Castella i la Corona d'Aragó- s'assentaren les bases que conformaren el model de monarquia composta que caracteritzà la Monarquia d'Espanya durant el regnat de la Casa d'Àustria (1516-1700).
Tot i que tant els sobirans de la Corona d'Aragó com els de la Corona de Castella tenien ja des de l'edat mitjana una cúria o Consell Reial que els aconsellava en les seues decisions, fou el Consell de Castella el que serví de model per a l'estructuració dels Consells de la Monarquia d'Espanya. Els Consells no tenien atribucions executives ni suplantaven la capacitat decisòria de la corona sinó que, reunit el Consell, estudiava el plet o assumpte en qüestió, elaboraven un dictamen, i ho elevava, a manera de consulta, a La seua Majestat perquè aquest decidira, de manera que el monarca exercí sempre la sobirania efectiva. Des d'un primer moment els Consells van exercir tant les tasques d'assessorament de govern com també les funcions de tribunals de justícia on es resolien els plets propis de la seua competència específica. El nomenament dels Consellers va ser una tasca delicada, ja que els monarques volien evitar l'acumulació de poder polític en mans dels Grans d'Espanya, les famílies aristocràtiques que havien protagonitzat les guerres civils castellanes dels segles XIII al XV. L'alternativa fou la de nomenar lletrats, universitaris d'extracció nobiliària l'únic interès dels quals era augmentar el poder del rei. Malgrat això no obstant, fou l'alta noblesa i clergat la que fou designada per exercir com a consellers reials encara que procurant que una família en concret considerés dret de propietat tals càrrecs.

#### Consells territorials
Els Consells es van estructurar en dues grans blocs; d'una banda hi havia els Consells territorials que s'ocupaven de la resolució de conflictes relacionats amb un territori específic. A partir del regnat de Felip II i l'assentament de la cort a Castella el Consell de Castella esdevingué la columna vertebral de la Monarquia d'Espanya, aquest s'encarregava dels temes de govern de la Corona de Castella, la seua part més extensa i poblada de la monarquia, així com el conjunt territorial jurídicament més uniformitzat i on, des de la derrota del Comuneros, el rei tenia menys traves constitucionals per exercir la seva sobirania i on podia exercir una major pressió impositiva -excepció feta dels territoris forals-. Seguien el Consell d'Aragó, el Consell d'Itàlia, el Consell de Flandes i el Consell de Portugal (incorporat durant el regnat de Felip II de Castella). Cadascun d'aquests territoris tenia les seves pròpies lleis i unes limitacions a l'exercici del poder real més severes que en el cas castellà. El Consell d'Índies esdevingué un cas de consell mixt, tant territorial i temàtic, on el rei exercia la seva jurisdicció sobre els regnes castellans d'Índies que eren una possessió personal de la corona i alhora eren el territori més important en termes geogràfics i econòmics:

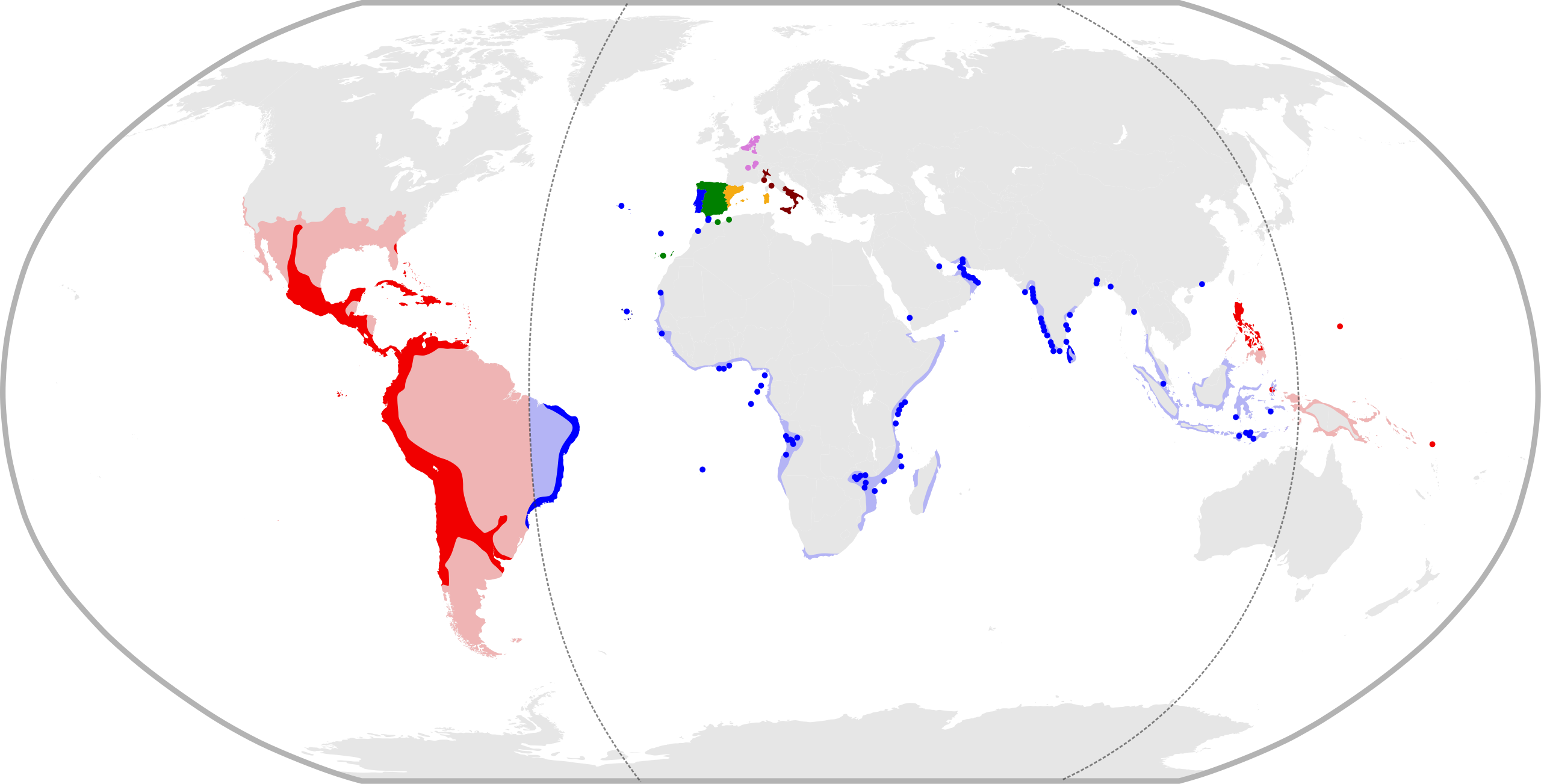
Dominis de Felip II de Castella el 1598, marcant l'àmbit de cada Consell territorial en el règim polisinodial de la Monarquía d'Espanya.
Territoris adscrits al Consell de Castella
Territoris adscrits al Consell d'Aragó
Territoris adscrits al Consell de Portugal
Territoris adscrits al Consell d'Itàlia
Territoris adscrits al Consell d'Índies
Territoris adscrits al Consell de Flandes
Territoris disputats amb les Províncies Unides

- El Reial i Suprem Consell de Castella era la columna vertebral i principal centre de poder de l'estructura de govern de la Monarquia d'Espanya.

- El Consell Suprem d'Aragó fou l'òrgan de la monarquia encarregat dels afers dels regnes de la Corona d'Aragó des dels temps de Ferran II d'Aragó el Catòlic: Aragó, València, Mallorca, Nàpols, Sicília, Sardenya i Catalunya. Les seues funcions són les consultes sobre conflictes de jurisprudència entre la corona i els furs. Estava format per un vicecanceller (president), un tresorer general, nou consellers i un notari.

- El Consell Suprem d'Itàlia era l'organisme que s'encarrega de la justícia, de la hisenda, del nomenament de càrrecs i dels virreis en els territoris italians. Tot i que els regnes de Nàpols i Sicília esdevingueren dominis de la monarquia per ser dominis del sobirà de la Corona d'Aragó, el 1556 Felip II de Castella separà aquests territoris de la jurisdicció del Consell d'Aragó per crear aquest consell territorial específic al qual s'incorporà el Ducat de Milà, el Marquesat de Finale i els Presidis de Toscana. Estava format per un president i 6 regents: dos pel regne de Nàpols, dos per Sicília i dos per Milà. Cada territori posseïa un regent espanyol i altre italià.

- El Consell de Portugal s'encarregava de l'administració de justícia, designació de càrrecs eclesiàstics i del nomenament d'oficials al regne de Portugal i les seues possessions a l'Àfrica, Amèrica i Àsia. Estava format per un president i un nombre variable de consellers, tots ells portuguesos.

- El Consell de Flandes era l'organisme encarregat del nomenament de càrrecs, l'administració de justícia i d'hisenda en governació dels Països Baixos Espanyols i els territoris que formaren l'anomenada Herència borgonyona. Per a això compta amb un president i un nombre variable de consellers.

- El Reial i Suprem Consell d'Índies va ser el consell mixt que assessorava el rei en la funció executiva, legislativa i judicial de l'administració indiana als regnes castellans d'Índies i les Filipines. No tenia una seu física fixa sinó que es traslladava d'un lloc a un altre amb el rei i la seva cort. S'ocupava de supervisar la Casa de Contractació, de proposar càrrecs, de la justícia i del tràfic marítim. Estava compost per un president, un gran canceller, dotze consellers, un cronista oficial d'índies, un cosmògraf, un representant de la casa de contractació i 4 oficials.

#### Consells temàtics
L'altre gran bloc de consells el formaven els consells temàtics encarregats d'assessorar el monarca en matèries concretes que afectaven el conjunt de la Monarquia Espanyola:
- Consell d'Estat
- Consell d'Hisenda: Té com a objectiu recaptar impostos, administrar-los i vetllar que es complisca la seua recaptació; per a això disposa de quatre tribunals: el consell d'hisenda, el tribunal de milions, el tribunal d'oïdors i la comptadoria major de comptes.
- Consell de Cambra: En ell participen els consellers requerits pel monarca. S'ocupen de convocar corts, en les quals el president i els consellers participaven en qualitat d'assistents. A ells els competia verificar els poders dels procuradors.
- Consell de la General i Suprema Inquisició: la jurisdicció de la qual s'estenia més enllà dels límits de Castella, abastant el conjunt d'Espanya. Té com a objectiu vetllar per la puresa del catolicisme, lluitar contra les heretgies, especialment del protestantisme i controlar als jueus conversos. Està compost per un president (l'inquisidor general) i sis consellers (els inquisidors apostòlics).
- Consell de Croada: Creat el 1525 estava format per un president, dos consellers del Consell de Castella, un regent del consell d'Aragó i un conseller del Consell d'Índies. S'encarrega d'administrar les butlles i els subsidis pontificis per a l'expulsió dels musulmans de la península, així com de la lluita contra els Turcs.
- Consell dels Ordes Militars: té com funció l'administració de la justícia dels cavallers de les ordres, així com la designació d'aquests. Aquesta format per un president i sis consellers.

## Política exterior de la Casa d'Àustria
La dinastia dels Habsburg invertí les riqueses de l'imperi colonial castellà en guerres arreu d'Europa. Els objectius polítics de la Corona eren diversos:
- Accedir als productes americans (or, plata) i asiàtics (porcellana, espècies, seda);
- Minvar el poder de França i aïllar-la a les seves fronteres orientals;
- Mantenir l'hegemonia catòlica dels Habsburg a Alemanya defensant el catolicisme contra els luterans;
- Defensar Europa contra l'islam, sobretot oposant-se a l'Imperi Otomà (cosa que França no feia en aliar-se nombroses vegades amb els otomans); i
- Neutralitzar la pirateria morisca que assolava les possessions mediterrànies espanyoles i italianes des de l'expulsió dels moriscos l'any 1609.

La decisió de l'emperador Carles V d'utilitzar els beneficis de l'imperi colonial de la Corona de Castella per a implementar la seva política europea provocà la revolta castellana per no estar d'acord amb la decisió.

### La conquesta del Nou Món

Columnes d'Hèrcules i el lema Plus Ultra

Però l'expansió atlàntica seria la que donaria els èxits més grans a la corona espanyola. Per poder aconseguir les riqueses d'Orient, les rutes de les quals estaven bloquejades pels otomans, els portuguesos i els espanyols competien per trobar un nou camí que no fos el tradicional per l'Orient Mitjà. Els portuguesos, que havien acabat abans la seva Reconquesta, començaren aleshores les seves expedicions per tal de circumnavegar Àfrica, cosa que els donà el control de les illes i costes d'aquest continent, inici de l'imperi portuguès. Més tard, precisament quan Castella acabà la Reconquesta (1492), els reis Catòlics van donar suport a Cristòfor Colom quan aquest, creient que la circumferència de la Terra era menor que la real, va voler arribar a Cipango (Japó, Xina, les Índies i l'Orient) navegant cap a l'oest. Però no comptava amb l'existència del continent americà i gràcies a això ha passat a la història com a descobridor d'Amèrica.
Les noves terres descobertes foren reclamades pels reis Catòlics, amb l'oposició de Portugal, els vaixells del qual havien arribat, inesperadament, a les costes del Brasil quan tractaven de circumnavegar l'Àfrica. Finalment el papa Alexandre VI va intervenir amb la signatura del tractat de Tordesillas, que va fixar el límit de les zones d'influència espanyola i portuguesa a 370 llegües a l'oest de les illes de Cap Verd (el meridià situat a 46° 37′ longitud oest); la zona occidental correspondria a Espanya i l'oriental a Portugal. Així Espanya es convertiria en propietària nominal de la major part del continent americà amb l'excepció d'una petita part del Brasil, corresponent a Portugal. Aquesta expansió va quedar legitimada pel decret papal, que els obligava a evangelitzar les noves terres. Mentrestant, la colonització d'Amèrica continuava. A més de la conquesta de l'Hispaniola, que va culminar a principis del segle xvi, els colons començaren a buscar nous assentaments. La convicció que hi havia grans territoris per colonitzar en les noves terres descobertes va produir l'afany per aconseguir noves conquestes. Des d'allà, Juan Ponce de León va conquerir Puerto Rico i Diego Velázquez, Cuba. Alonso de Ojeda va recórrer la costa veneçolana i l'Amèrica Central. Diego de Nicuesa ocupà el que avui és Nicaragua i Costa Rica mentre que Vasco Núñez de Balboa colonitzava Panamà i arribava al Mar del Sud (l'oceà Pacífic). Anys després, sota Felip II, aquest Imperi es va convertir en una nova font de riquesa pels regnes hispànics i per al seu poder a Europa.

### Guerres de Carles V contra França a Itàlia

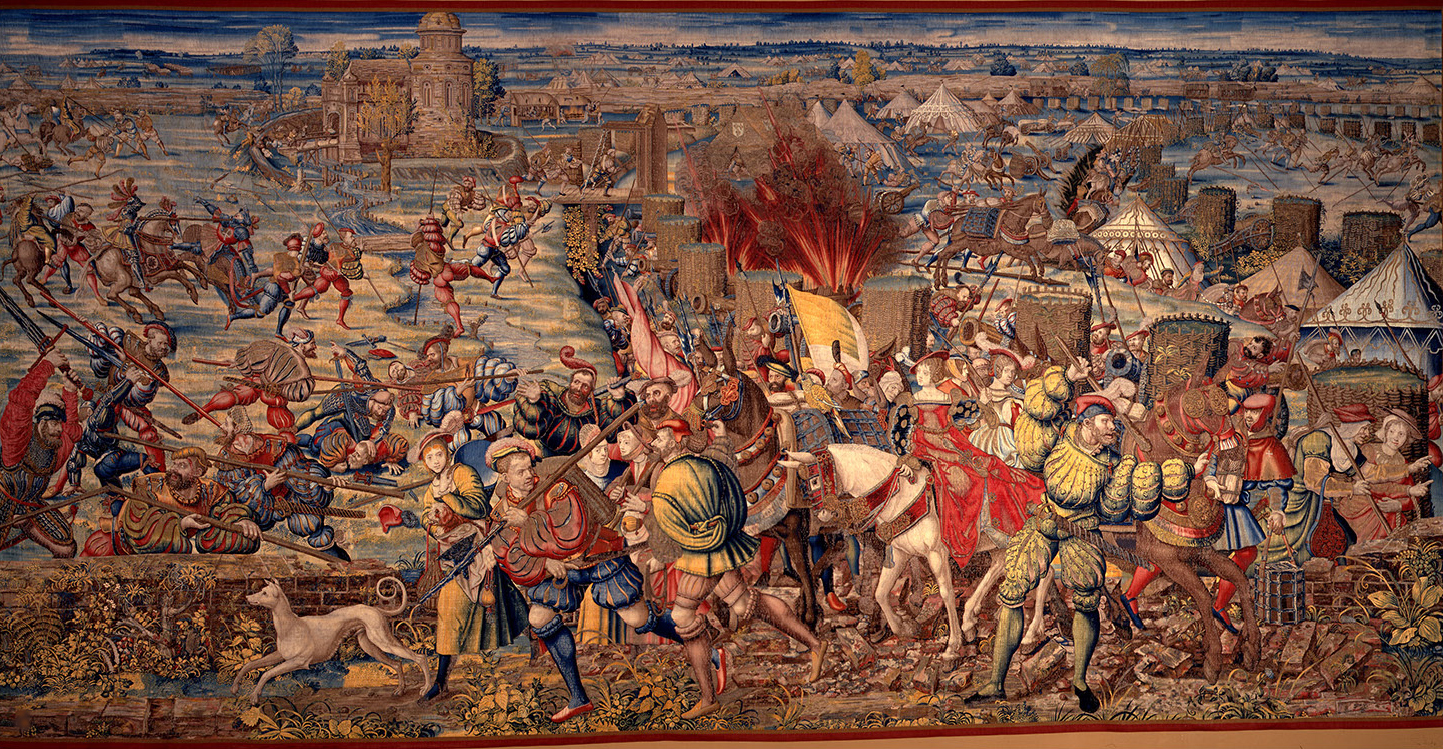
Batalla de Pavia (1525)

L'acumulació de tant poder en un sol home i dinastia preocupà molt al rei Francesc I de França, que es va trobar envoltat de territoris sota la dinastia Habsburg. En 1521, Francesc I de França va envair les possessions espanyoles a Itàlia i va inaugurar una segona ronda del conflicte franco-espanyol. Les Guerres d'Itàlia van ser un desastre per a França que va patir derrotes a la Guerra dels Quatre Anys (1521-1526) - batalla de Biccoca (1522) i de Pavia (1525) -, Arran de la qual Francesc I de França abandonà el Ducat de Milà. La victòria de l'emperador Carles V a la batalla de Pavia el 1525 va sorprendre a molts italians i alemanys, i va suscitar preocupacions sobre si Carles V voldria guanyar encara més poder. El papa Climent VII va canviar de bàndol i es va unir a França i als estats italians contraris a l'emperador en la Guerra de la Lliga de Cognac (1527-1530). Durant aquesta guerra i a causa de la incapacitat de Carles V per pagar als seus exèrcits al nord d'Itàlia, aquests es van amotinar i van desfermar el Saqueig de Roma (1527). El 1528, el gran almirall Andreu Doria s'alià amb l'Emperador per desallotjar França i restaurar la independència genovesa. Això obrí una nova perspectiva: aquell mateix any es produeix el primer préstec dels banquers genovesos a Carles I. La Pau de Barcelona signada entre Carles V i el Papa en 1529 va establir una relació més cordial entre els dos líders, reconeixent a l'emperador com el protector de la causa Catòlica i rei de Llombardia a canvi de la intervenció espanyola per derrotar la rebel República de Florència. El 1533 el rebuig del papa Climent VII a anul·lar el matrimoni d'Enric VIII d'Anglaterra amb Caterina d'Aragó (tieta de Carles V) va ser una conseqüència directa del seu desig de no ofendre a l'emperador. El 1543 Francesc I de França va anunciar la seva aliança sense precedents amb el sultà otomà Solimà el Magnífic, ocupant la ciutat de Niça, controlada pels Habsburg, en cooperació amb les forces turques. Enric VIII d'Anglaterra, que guardava més rancor contra França que el que tenia contra l'Emperador per l'afer del seu divorci, es va unir a Carles V en la seva invasió de França. Encara que l'exèrcit espanyol va ser completament derrotat en la batalla de Ceresole a Savoia, a Enric VIII d'Anglaterra li va anar millor i França va ser forçada a acceptar els termes de la pau. Amb França vençuda Carles V va poder ocupar-se del problema de la Lliga Smalkalda formada pels prínceps protestants al Sacre Imperi Romanogermànic.

### Les guerres de Carles V contra la reforma protestant al Sacre Imperi

Carles V a la batalla de Mühlberg (1548)

La Reforma Protestant havia començat al Sacre Imperi el 1517. Carles V va tenir una gran preocupació per mantenir l'estabilitat del Sacre Imperi Romanogermànic degut a la seva dignitat com a emperador, les seues estratègiques possessions patrimonials situades al llarg de les fronteres alemanyes, i la seva relació amb els seus parents Habsburg a Àustria. La Guerra dels camperols alemanys va esclatar a l'Imperi el 1524 i va devastar el territori fins que van ser completament derrotats el 1526. Carles V, fins i tot estant tan lluny de l'Imperi, estava compromès a mantenir l'estabilitat política. Després de la Guerra dels camperols els protestants s'organitzaren en una lliga defensiva per protegir-se de l'emperador Carles V, la Lliga Smalkalda. Sota la protecció de la Lliga els estats protestants havien comès un gran nombre d'atrocitats contra els catòlics - la confiscació d'alguns territoris eclesiàstics, entre d'altres- i havien desafiat l'autoritat de l'emperador. La Lliga s'havia aliat amb els francesos, però la derrota de Francesc I de França el 1544 va portar a l'anul·lació de l'aliança amb els protestants i Carles V va aprofitar l'oportunitat. Primer va intentar el camí de la negociació al Concili de Trento de 1545, però el lideratge protestant i el sentiment de traïció creat per la postura presa pels catòlics en el concili van portar a aquells a la guerra, liderats pel príncep elector Maurici de Saxònia.
Com a resposta Carles V va envair els seus territoris al capdavant d'un exèrcit format per tropes espanyoles i flamenques, esperant restaurar l'autoritat imperial. L'emperador personalment va infligir una severa derrota militar als protestants en la històrica batalla de Mühlberg el 1547, però no va arribar a tenir conseqüències decisives, ja que el 1555 Carles va haver de signar amb els estats protestants la Pau d'Augsburg que restaurava l'estabilitat a l'Imperi a través del principi «cuius regi, eius religio», és a dir, el reconeixement de la llibertat religiosa en la pràctica per als prínceps alemanys protestants del nord. La implicació de Carles V a l'Imperi establiria el rol pels Habsburg com a protectors de la causa catòlica, precedent que portaria set dècades més tard a la participació en les Guerra dels Trenta Anys que acabarien finalment amb l'estatus de la Monarquia d'Espanya com una de les potències d'Europa.
El Mediterrani es convertí en un camp de batalla contra els turcs que encoratjaven els pirates com ara Khair ed-Din Barba-rossa. Carles V preferí eliminar els otomans a través de l'estratègia marítima mitjançant atacs als seus assentaments en els territoris venecians de l'est del Mediterrani. Com a resposta als atacs a la costa llevantina espanyola l'emperador s'involucrà personalment en ofensives al continent africà amb expedicions a Tunis i Bona (1535) i l'Alger (1541).

## La Monarquia d'Espanya
Les inacabables guerres contra la reforma protestant dugueren a l'extenuació del monarca que el 1556 abdicà els seus territoris en el seu fill Felip II de Castella. A partir del regnat de Felip II de Castella la política es feu des dels interessos castellans, estant obligat el rei a saber parlar en castellà i a residir a la Corona de Castella, que era la corona amb la base econòmica i humana més nombrosa del conjunt de la seva monarquia. Aquest anclatge en la perspectiva espanyola es veié reforçada per la incorporació del regne de Portugal als dominis de Felip II de Castella, esdevenint aquest per tant l'únic rei de tot Espanya (geografia), moment a partir del qual la seva monarquia passà a ser definitivament anomenada Monarquia Espanyola o Monarquia d'Espanya.

### La incorporació del regne Portugal

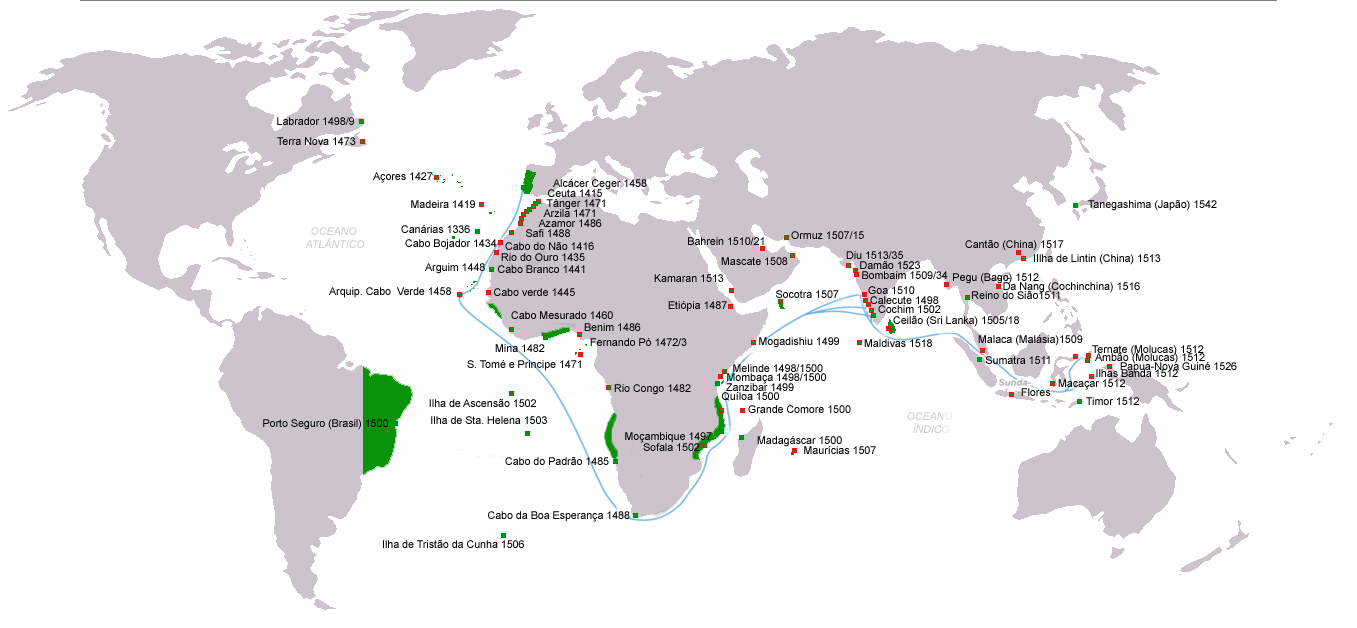
Descobriments i possessions portugueses

La crisi de successió de Portugal de 1580 va sobrevenir a conseqüència de la mort sense hereus del rei Sebastià I de Portugal el 1578 i del seu successor Enric I de Portugal al començament de 1580. Les Corts portugueses havien de decidir qui d'entre diversos reclamants hauria d'ocupar el tron portuguès, però abans que l'elecció fos feta Felip II de Castella es va anticipar a la decisió, i emparant-se en els seus drets a la successió a la corona portuguesa, va ordenar la invasió militar del país. L'infant don Antoni I de Portugal, fill il·legítim de Lluís d'Avis i, per tant, net del rei Manuel I de Portugal, va lluitar per la seva reivindicació però les seves pretensions van sucumbir a les del Cardenal Enrique precisament pel seu caràcter d'il·legítim i les seves reclamacions es van considerar invàlides. El gener de 1580, quan les Corts es trobaven reunides en Almeirim per decidir sobre un hereu, el cardenal va morir i la regència del regne va ser assumida per una junta de cinc membres. Felip II de Castella va intentar acostar-se a la noblesa del regne, perquè per a l'aristocràcia portuguesa una unió dinàstica amb la Monarquia d'Espanya seria molt beneficiosa a causa dels problemes econòmics que patia. Antoni I de Portugal va intentar atreure al poble a la seva causa comparant la situació amb la crisi de 1383-1385, quan el rei de Joan I de Castella va intentar accedir al tron portuguès a través de les armes i Joan I de Portugal, el fill il·legítim del rei Pere I de Portugal, va ser proclamat rei per les corts de Coïmbra. El 20 de juny de 1580, anticipant-se a la decisió del consell regent, Antoni I de Portugal s'autoproclamà rei de Portugal a Santarém, essent aclamat en diverses localitats del país. Però el govern d'Antoni I de Portugal només va durar trenta dies, perquè les seves escasses tropes van ser superades per l'exèrcit del Duc d'Alba a la Batalla d'Alcántara (1580), i l'any següent Felip II de Castella va ser reconegut com a rei de Portugal. Després de la presa de Lisboa pels terços espanyols, Antoni I de Portugal va intentar governar el país des de l'Illa Terceira a Açores, on va establir un govern fins al 1583. Després de la seva derrota a Açores en la batalla de l'illa Terceira de 1583, Antoni I de Portugal es va exiliar a França, tradicional enemic de la Casa d'Àustria, i va procurar el suport d'Anglaterra. Es va intentar una invasió en 1589 sota la direcció de Francis Drake liderant l'anomenada Armada Anglesa. Antonio va seguir lluitant pels seus drets al tron fins que va morir. Des del 1580 s'iniciaria el període en què Portugal juntament amb els altres regnes espanyols va compartir el mateix sobirà en unió dinàstica.
La Monarquia d'Espanya quedà fonamentada pel seu caràcter supranacional i confessional, bastint la defensa a ultrança del catolicisme com a patró comú de tots els seus estats, i tenint Espanya (geografia) com a eix central i lloc d'ubicació de la cort. Així mateix el govern del monarca s'implementaven des d'una perspectiva espanyola, amb unes directrius úniques en política exterior i en les que la Corona de Castella ocupà una posició com a eix central sobre la resta dels estats de la monarquia. La Monarquia d'Espanya la formaven la Corona de Castella -inclòs el Regne de Navarra-, els regnes d'Índies que des del 1522 havien esdevingut una possessió patrimonial de la Corona però que jurídicament estaven lligats a Castella, la Corona d'Aragó, els territoris italians del Regne de Sicília, Regne de Nàpols i Regne de Sardenya i Còrsega -que havien estat segregats de la Corona d'Aragó- el Regne de Portugal i les seves possessions colonials a Amèrica, Àfrica i Àsia, els territoris de l'Herència borgonyona formats pel Franc Comtat i els Flandes, el Ducat de Milà, el Marquesat de Finale i els Presidis de Toscana. D'aquesta manera la Monarquia d'Espanya quedà configurada com un conjunt de territoris que amb les seves estructures polítiques, ordenaments jurídics i institucions pròpies estaven governats pel mateix monarca de la Casa d'Àustria segons el principi aeque principaliter: idiomes, lleis, costums i sistemes polítics i socials seguiren intactes en cada territori. El monarca actuava com a sobirà de cada territori ostentant el seu títol nobiliari corresponent -ja fos rei, duc, marquès o comte- i es regia per la constitució política de cadascun dels seus estats, de manera que el seu poder variava d'un estat a un altre. Per a la governació de tota aquesta pluralitat d'estats que formaven la monarquia, anomenada per aquesta raó en politologia monarquia composta, es bastí un sistema de Consells territorials i temàtics, sistema que en politologia s'anomena règim polisinodial. Els Consells estaven constituïts per una reunió de notables que donaven consells al monarca sobre la presa de decisions polítiques.

### Les guerres de Felip II contra França i els turcs, i contra els protestants a Flandes

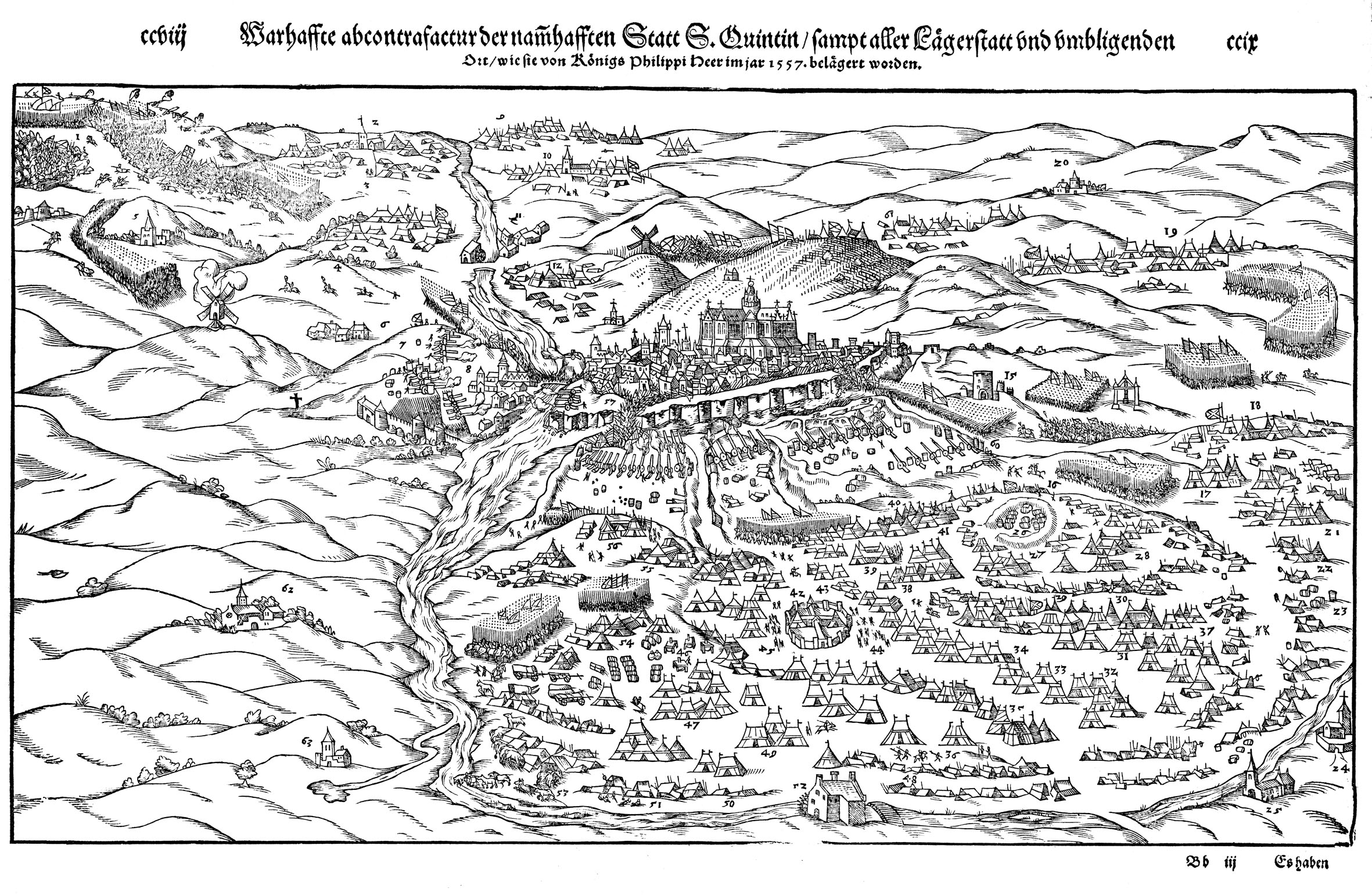
Batalla de Sant Quintí (1557)

Després de la mort de Francesc I de França el succeí l'agressiu Enric II de França, que va arribar al tron el 1547 i immediatament va renovar el conflicte armat. A la Monarquia d'Espanya el successor de Carles V fou el seu fill Felip II de Castella, que va aconseguir aixafar l'exèrcit francès a la Batalla de Sant Quintí el mateix 1557, i derrotar novament a Enric II de França a la batalla de Gravelines l'any següent. La Pau de Cateau-Cambrésis signada el 1559 va significar el reconeixement definitiu de les possessions dels Habsburg a Itàlia. En les celebracions del tractat, Enric II de França va morir per una estella desviada d'una llança. Durant els següents trenta anys França fou debastada per guerres civils i guerres de religió, essent incapaç de rivalitzar amb els Habsburg en la lluita pel poder europeu. Sense aquesta oposició la Monarquia d'Espanya va gaudir del període de màxima expansió territorial en el període 1559-1643.

Batalla de Lepant (1571)

Després de la victòria sobre França el 1559 les preocupacions de Felip II es van dirigir vers el creixent poder otomà. L'Imperi Otomà havia amenaçat des de feia temps els límits dels dominis dels Habsburg a Àustria i el nord-oest d'Àfrica, i ja en temps dels reis catòlics s'havien enviat expedicions al Nord d'Àfrica capturant Melilla el 1497 i Orà en 1509. L'emperador Carles V va preferir combatre els otomans a través d'una estratègia considerablement més marítima, obstaculitzant els desembarcaments otomans en els territoris venecians a l'est del Mediterrani. Només en resposta a l'assetjament contra les costes mediterrànies Carles va liderar personalment els atacs contra els assentaments en el nord d'Àfrica, com en la Jornada de Tunísia el 1535 i la Jornada d'Alger el 1541. El 1565 fou derrotat un desembarcament otomà a l'estratègica illa de Malta, defensada pels Cavallers de Sant Joan. La mort de Solimà el Magnífic l'any següent i la seva successió pel menys capacitat Selim II va envalentir a Felip II de Castella, que va decidir portar la guerra a les terres otomanes. En 1571 una expedició naval mixta amb Gènova, Venècia i el Papat, i liderada pel fill il·legítim de Carles Joan d'Àustria, va aniquilar la flota otomana a la batalla de Lepant, una de les més cèlebres de la història naval. L'èxit cristià, que en realitat no va comprometre l'hegemonia naval otomana a la mediterrània oriental, sí que va aconseguir però alleugerir la pressió sobre la cristiandat occidental, mantenint-se l'statu quo durant els segles següents.
El 1566 els disturbis liderats per calvinistes als Països Baixos Espanyols ja havien provocat que el Duc d'Alba dirigís una expedició militar per restaurar l'ordre amb una enèrgica repressió. El 1568 Guillem d'Orange va encapçalar una revolta armada contra el duc d'Alba iniciant la Guerra dels Vuitanta Anys que, amb el temps, va dividir el territori entre un nord majoritàriament protestant que va obtenir la independència proclamant la República de les Províncies Unides encapçalades per Holanda, i un sud catòlic que va romandre sota control espanyol i que es correspon a l'actual Bèlgica. El 1574, l'exèrcit espanyol al comandament de Lluís de Requesens fou repel·lit al setge de Leiden després que els holandesos destruïssin els dics que contenien el Mar del Nord, fet que inundà el territori i impedí les maniobres militars. El 1576, en vista de la impossibilitat de sostenir els costos del seu exèrcit d'ocupació dels Països Baixos de 80.000 homes i els de l'enorme flota Felipe II de Castella va haver d'acceptar la fallida. L'exèrcit de Flandes es va amotinar no gaire després, saquejant Anvers i el Sud dels Països Baixos, impulsant a diverses ciutats de les anteriorment pacífiques províncies del sud a unir-se a la revolta.

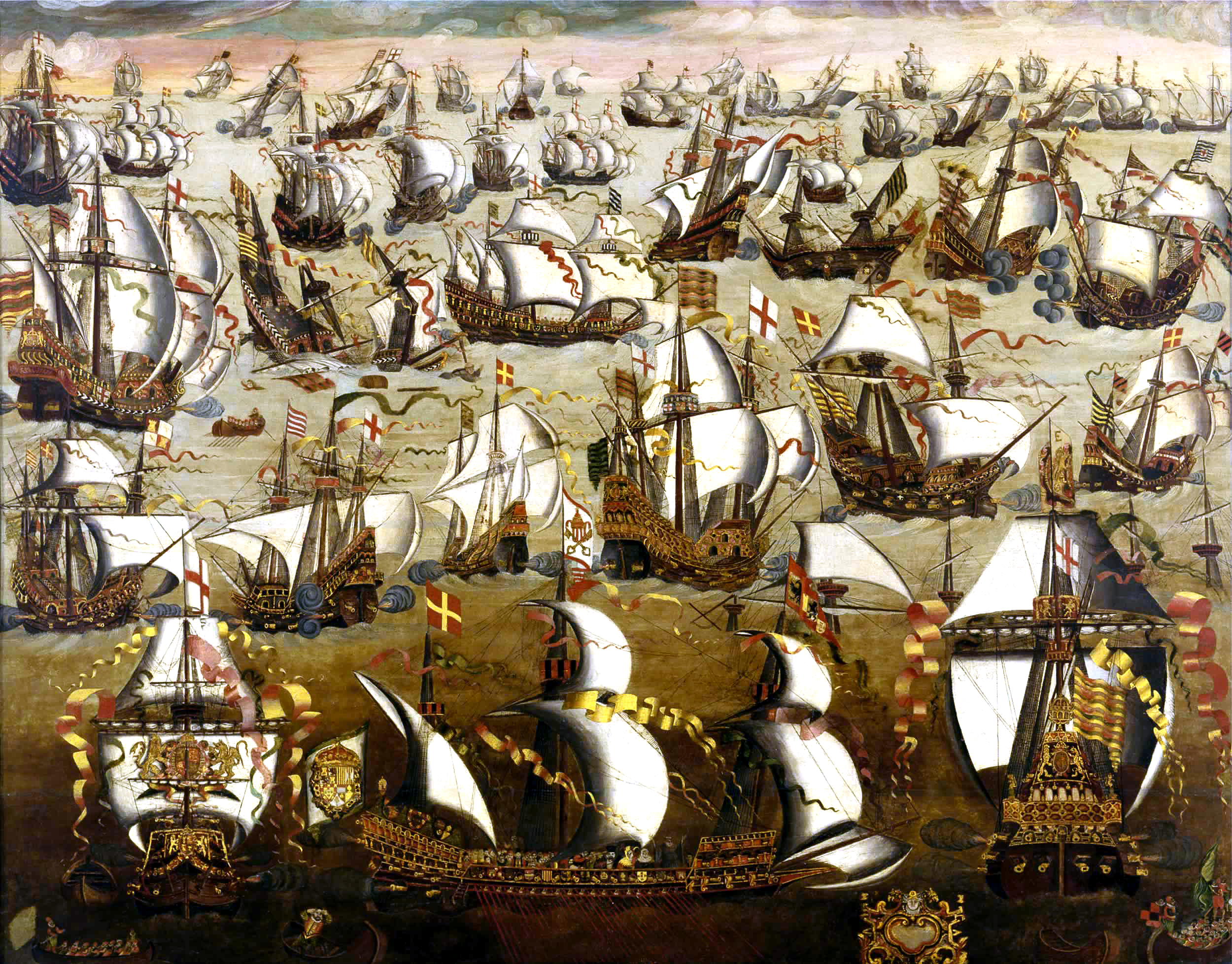
Armada Invencible (1588)

El 1579, amb la Unió d'Arràs, Felip II es van escollir al camí de la negociació i pacificà la majoria de les províncies del sud. L'acord de Arràs va requerir que totes les tropes espanyoles abandonessin aquelles terres, fet que afavorí el domini de Portugal el 1580 quan l'exèrcit sota el comandament del Duc d'Alba va ocupar Lisboa. El 1584 Guillem d'Orange va ser assassinat per un fanàtic catòlic; la mort del popular líder de la resistència holandesa s'esperava que portaria la fi de la guerra, però no ho va fer. El 1586 la reina Isabel I d'Anglaterra va donar suport a la causa protestant als Països Baixos i França i Sir Francis Drake hostigaba els interessos comercials espanyols en el Carib i l'Oceà Pacífic, juntament amb un atac particularment agressiu al port de Cadis. El 1588, esperant acabar amb la intromissió d'Isabel, Felip va enviar l'Armada Invencible a atacar Anglaterra, però dels 130 vaixells enviats en la missió només la meitat van tornar a la Monarquia d'Espanya sense incidents, i uns 20.000 homes van morir. Algunes van ser víctimes dels vaixells anglesos, però la majoria ho van ser del dur temps trobat durant el viatge de tornada. El desastrós resultat, conseqüència d'una combinació del temps desfavorable i de la sort i eficàcia de la flota anglesa de Lord Howard de Effingham, va provocar una completa revisió i reparació dels vaixells de l'armada espanyola, les armes i les tàctiques. Els atacs anglesos van ser resposts, i gràcies a un errat contraatac anglès el poder naval espanyol va recuperar ràpidament la posició preeminent que va mantenir durant mig segle. Espanya també va proporcionar ajuda a una duríssima guerra irlandesa que va buidar a Anglaterra de recursos i on també van resultar assaltats els pobles costaners anglesos. Desbordat per les guerres de Felip II contra Anglaterra, França i els Països Baixos, la Monarquia d'Espanya estava esgotada econòmicament. Lluitant contínuament contra la pirateria que dificultava el seu tràfic marítim a l'Atlàntic -tot i que no interrompia els vitals enviaments d'or des del Nou Món- la Reial Hisenda es va veure forçada a admetre la fallida de nou en 1596. Felip II va intentar pacificar els front francès signant la Pau de Vervins amb França el 1598, per la que es reconeixia a Enric IV com a rei de França i restaurant moltes de les estipulacions de l'anterior Pau de Cateau-Cambrésis.

## De laPax Hispànicade Felip III a la crisi del comte-duc Olivares

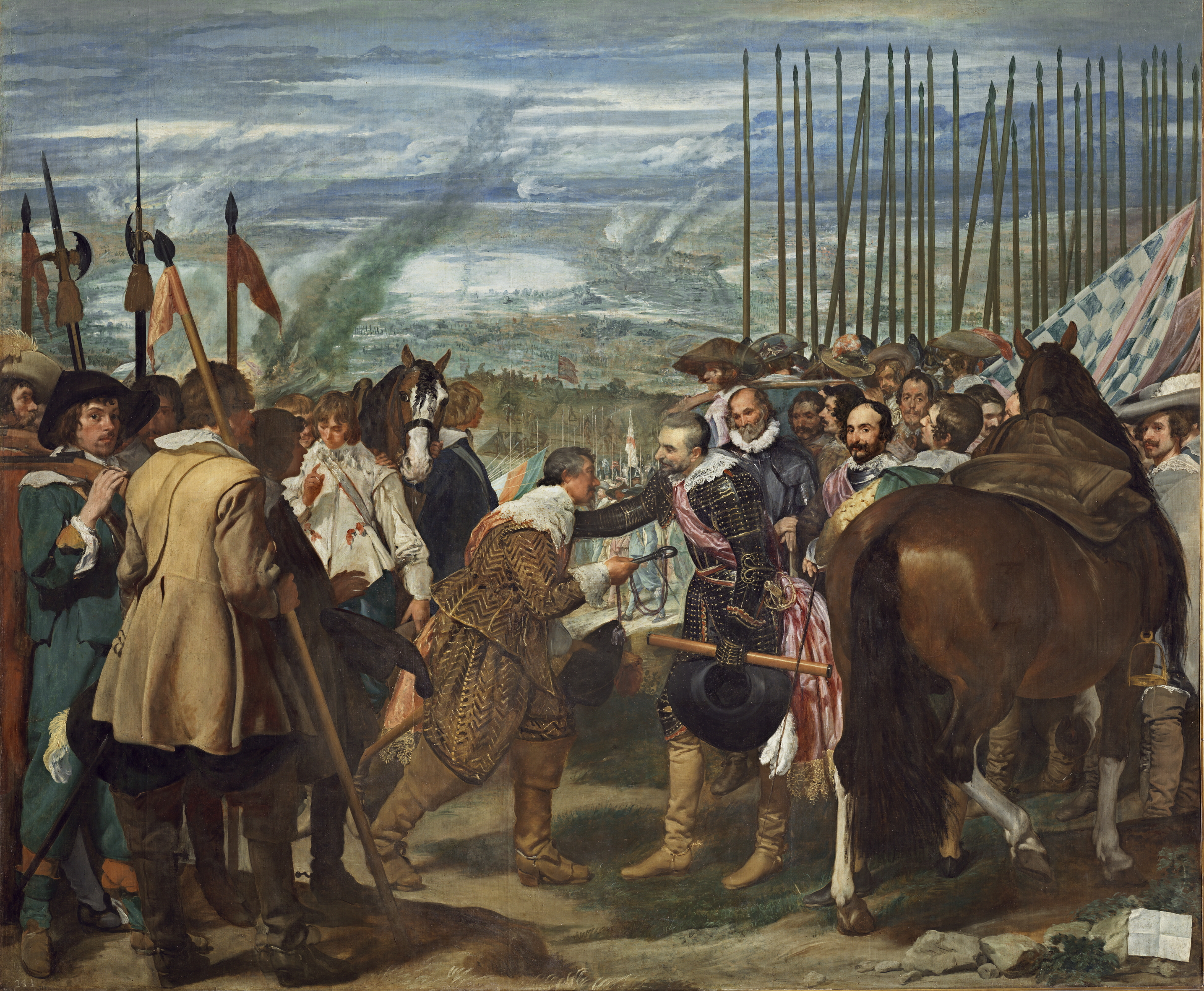
Rendició dels protestants al setge de Breda

Després que el seu pare signés la pau amb França, Felip III de Castella buscà la pau amb Anglaterra signant un tractat amb el rei estuard Jaume I d'Anglaterra el 1604. La pau amb Anglaterra i França va significar que la Monarquia d'Espanya podria centrar les seves energies a restaurar el seu govern a Flandes. Els holandesos, liderats per Maurici de Nassau, el fill de Guillem d'Orange i potser el millor estrateg del seu temps, havien tingut èxit a prendre diverses ciutats de la frontera des de 1590, incloent-hi la fortalesa de Breda. El nou comandant espanyol Ambrosi Spinola va pressionar durament els holandesos, però no va poder conquerir els Països Baixos a causa d'una nova fallida econòmica el 1607. El 1609 el duc de Lerma, privat de Felip III de Castella, va propiciar la Treva dels Dotze Anys amb les Províncies Unides. Als Països Baixos espanyols el govern de la filla de Felip II, Isabel Clara Eugènia i el seu marit l'arxiduc Albert, va restaurar l'estabilitat i esmorteí els sentiments antiespanyols a l'àrea. El 1618 el duc de Lerma fou destituït acusat de corrupció i fou substituït pel seu fill el duc d'Uceda.
El 1621 començà el regnat de Felip IV de Castella, i els Sandoval foren substituïts en el lloc de màxima confiança pels Zúñiga com a privats del rei. Zúñiga era un veterà ambaixador de Viena i va creure que la clau per contenir la puixança francesa i eliminar els holandesos era una aliança més propera amb els Habsburg d'Àustria. Ja el 1618, després de la Defenestració de Praga, l'emperador Ferran II havia iniciat una campanya contra la Unió Protestant i Bohèmia. El nou privat propicià l'aliança amb l'Imperi per reiniciar la guerra contra els protestants holandesos i Ambrosi Spinola, la creixent estrella dels terços espanyols, va ser enviat com el cap de l'exèrcit de Flandes, entrant d'aquesta manera en la Guerra dels Trenta Anys. A la mort de Zúñiga el 1622, aquest va ser reemplaçat pel seu nebot Gaspar de Guzmán i Pimentel, comte-duc Olivares, que va portar de nou a la Monarquia d'Espanya a les guerres de Flandes. La Treva dels dotze anys expirà el 1621 i no es va renovar. El 1625 va iniciar l'ofensiva i aconseguí la rendició de la fortalesa de Breda que estava en mans dels protestants holandesos. La guerra es va complicar amb la intervenció del rei danès Christian IV, però la victòria del general imperial Albrecht von Wallenstein sobre els danesos a la batalla de Lutter va eliminar l'amenaça. A més d'aquestes victòries sobre els holandesos a Flandes, França es va veure embolicada de nou en les seves pròpies inestabilitats, fet que semblava garantir que la preeminència de la Monarquia d'Espanya tornava a ser irrefutable.
L'obsessió del comte-duc Olivares per destruir les Províncies Unides dels Països Baixos va passar factura a les arques espanyoles: el 1627 l'economia castellana es va desplomar. Els castellans havien estat devaluant la seva moneda per pagar la guerra i la inflació dels preus va esclatar a tots els territoris de la Monarquia d'Espanya. Es va arribar a situacions tant paradoxals que fins a 1631 a parts de Castella s'abandonà l'ús de la moneda i es funcionà en una economia de bescanvi com a resultat de la crisi monetària. El govern del comte-duc Olivares era incapaç de recaptar qualsevol impost significatiu de la pagesia i destinava tot l'or de les colònies castellanes a pagar les guerres de Flandes. Els exèrcits espanyols a Alemanya, davant l'impagament, es van reordenar per cobrar-s'ho pel seu compte a base de saqueigs. Tot i així el comte-duc Olivares encara va arrossegar la Monarquia d'Espanya a una nova guerra a Itàlia, la guerra de successió de Màntua. Paral·lelament els holandesos havien aprofitat la Treva dels Dotze Anys per invertir i enfortir la seva armada naval, i a la represa de les hostilitats les naus holandeses van devastar el comerç marítim espanyol, tant el castellà com el portuguès, del qual la Monarquia d'Espanya era completament depenent després de la recessió econòmica.

### Intents uniformistes i les separacions de Portugal, Nàpols i Catalunya

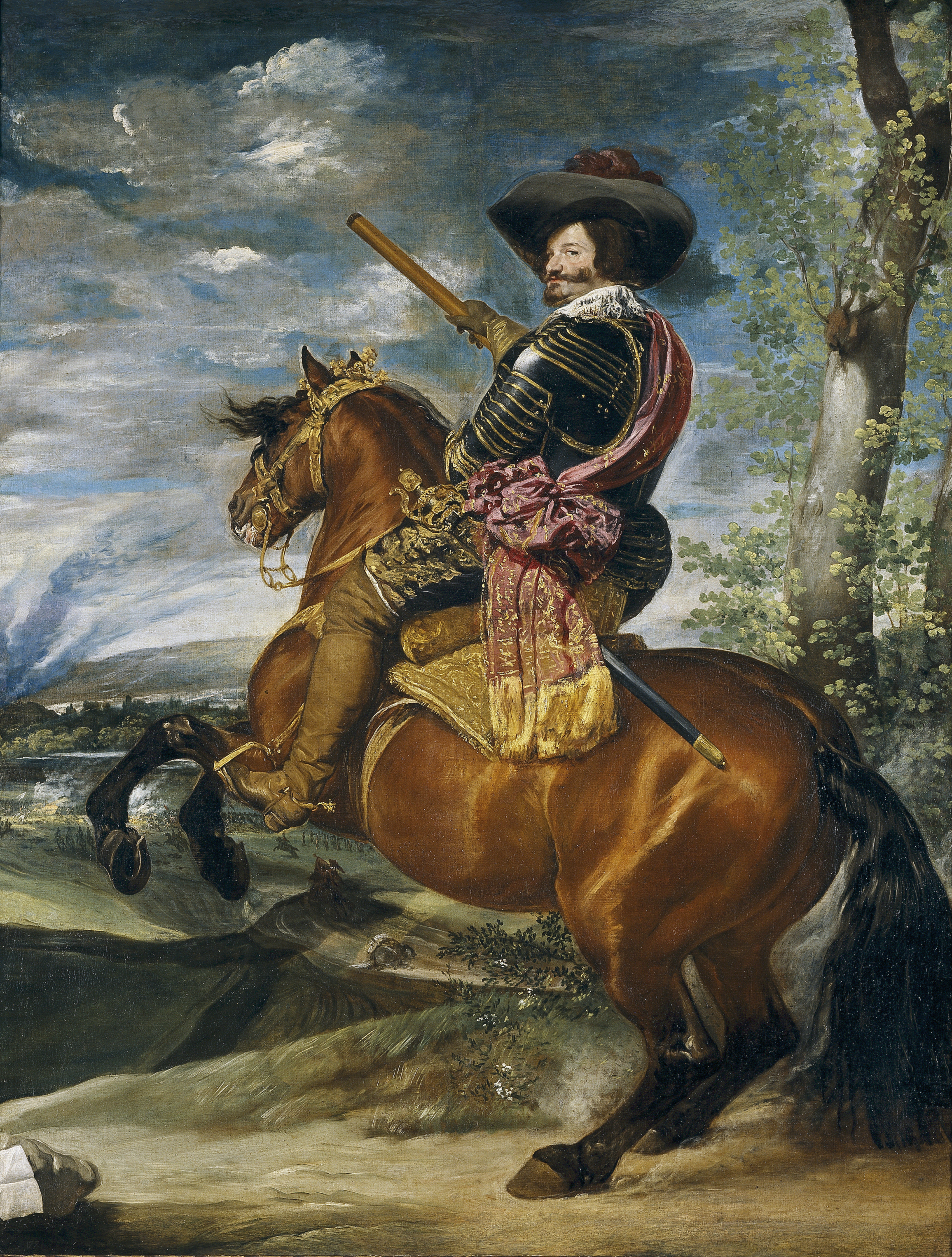
El privat de Felip IV comte-duc Olivares i la seva obsessió per Flandes portà la Monarquia d'Espanya a una greu crisi econòmico-política.

Al llarg del segle xvi i segle xvii aparegueren projectes de centralització política que tensionaren el model de monarquia composta i règim polisinodial propi de la Monarquia d'Espanya, perquè pretenien la imposició del cesarisme reial sobre el constitucionalisme propi de la Corona d'Aragó. Al llarg del segle XVI el Plet del virrei estranger enfrontà les institucions d'autogovern aragoneses amb la Corona espanyola. La tensió acabà esclatant arran del Privilegi de manifestació, un privilegi exercit pel Justícia d'Aragó per intervenir en els tribunals i oficials reals. El procés començava quan un acusat al·legava injustícia per part dels oficials reials o considerava amenaçada la seva integritat física i, per tant, demanava la protecció del Justícia d'Aragó. Això portava a la investigació del cas per jutges competents i l'acusat passava a estar sota la protecció del Justícia d'Aragó. Aquest privilegi permetia a l'acusat poder obtenir immunitat respecte al poder reial, almenys mentre les seves al·legacions s'investigaven. Durant el regnat de Felip II de Castella el secretari reial Antonio Pérez del Hierro va demanar aquesta protecció al Justícia d'Aragó, i davant els intents reals de jutjar-lo per mitjà de la Inquisició -tribunal contra el qual el Justícia no tenia cap poder- la situació va derivar cap a una revolta coneguda amb el nom d'Alteracions d'Aragó, que finalitzà amb l'anorreament dels líders constitucionalistes aragonesos i l'esquarterament del poder competencial tant del Justícia d'Aragó com de la Generalitat d'Aragó.
En l'àmbit internacional el 1630 Gustau II Adolf de Suècia va implicar-se en la Guerra dels Trenta Anys desembarcant a Alemanya on alliberà el port de Stralsund, l'última fortalesa en el continent controlada pels protestants. Llavors va marxar cap al sud i obtenir victòries notables a les batalles de Breitenfeld (1631) i de Lützen, fet que li va suposar el suport de la causa protestant a mesura que avançava. La situació per als catòlics va millorar després de la mort de Gustau el 1632 i una impressionant victòria de les forces imperials sota el Cardenal-Infant Ferran i Ferran II d'Hongria a la batalla de Nördlingen (1634). Des d'una posició de força l'emperador es va acostar als estats alemanys protestants, que cansats de la guerra signaren la Pau de Praga (1635). A França el Cardenal Richelieu havia maldat per aturar la influència dels Habsburg a Europa en donar suport als neerlandesos i els protestants des de l'inici de la guerra amb l'enviament de recursos econòmics i materials. Després de la Pau de Praga Richelieu va declarar la guerra a l'emperador del Sacre Imperi Romà i a la Monarquia d'Espanya. El comte-duc Olivares ordenà una campanya llampec contra el nord de França des dels Països Baixos Espanyols amb l'esperança de trencar la confiança del rei Lluís XIII en Richelieu abans que la guerra esgotés les finances espanyoles. El 1636, o l'"année de Corbie", els terços espanyoles van avançar fins a Amiens i Corbie, i van amenaçar París. Però Olivares, temorós de provocar una altra desastrosa fallida de les arques espanyoles va aturar l'avenç. Els exèrcits francesos van guanyar temps per a mobilitzar-se correctament i a la batalla de les Dunes (1639) la flota espanyola va ser destrossada per l'armada de la República neerlandesa. Els terços espanyols es van trobar incapaços de reforçar i proveir adequadament a les seves forces a Flandes.

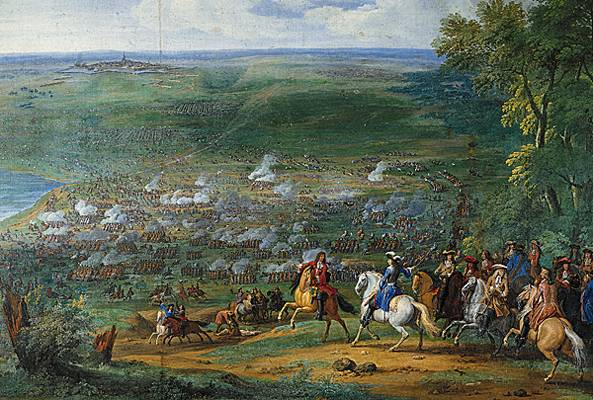
Batalla de Rocroi (1643)

Ja el 25 de juliol de 1626 el comte-duc Olivares havia presentat el seu projecte «Unión de Armas», un organisme militar que pretenia fer contribuir tots els regnes de la monarquia d'Espanya al manteniment d'un exèrcit de 140.000 homes per mantenir les seves guerres als Països Baixos espanyols, indispensable mercat per a la indústria llanera castellana. Després de més d'un segle de guerres ininterrompudes a Flandes i Brabant per mantenir els seus mercats, la Corona de Castella havia passat de ser la corona espanyola més rica a la més empobrida i amb greus problemes de despoblament, tot i tenir tot l'Imperi americà en exclusiva pel seu finançament. Felip IV convocà corts als estats de la Corona d'Aragó a fi de recaptar impostos per l'exèrcit de Flandes, i obtingué 144.000 i 72.000 ducats del regne de València i del regne d'Aragó respectivament. De Catalunya Olivares pretenia obtenir-ne 250.000 ducats, però el projecte fou rebutjat a les corts de Barcelona del 1626, del 1632, del 1635 i de 1640. També va assignar al virregnat del Perú una quota per valor de 350.000 ducats i a Mèxic una de 250.000 ducats per a la defensa del comerç transatlàntic, si bé les colònies castellanes ja tenien una càrrega impositiva elevada. En virtut de l'usatge Princeps namque els catalans tenien el Privilegi de no poder ser obligats pel seu sobirà a lluitar fora de les fronteres de Catalunya de manera obligatòria. A fi d'eludir el Princeps namque el comte-duc Olivares portà la guerra contra França a territori català, fet que li permetria mobilitzar obligatòriament els catalans per a la seva guerra. Els abusos dels terços sobre la població civil catalana provocaren la revolta dels segadors el mes de juny de 1640, fet que desembocà en el Corpus de Sang. Els amotinats clamaven per la fi del desgovern del comte-duc Olivares al crit «Visca la fe Crist, i mori el mal govern!». Els esdeveniments polítics s'acceleraren i la revolta camperola desembocà en la proclamació de la República Catalana. El comte-duc Olivares reaccionà enviant un exèrcit contra Catalunya i les autoritats catalanes reclamaren auxili a la França del Cardenal Richelieu: els terços espanyols foren derrotats a la batalla de Montjuïc, fet bèl·lic que iniciava la que es coneix com la Guerra dels Segadors. Paral·lelament Portugal es va sollevar el 1640 sota el lideratge de Joan IV de Portugal, pretendent al tron de la dinastia de Bragança, en el que es coneix com la Guerra de Restauració. Va rebre un suport generalitzat dels portuguesos i el comte-duc Olivares, desbordat pels esdeveniments a França, Nàpols i Catalunya, fou incapaç de respondre. Seguidament el príncep francès de Condé envaí els Països Baixos Espanyols i obtingué una victòria decisica a la batalla de Rocroi el 1643; els terços espanyols liderats per Francisco de Melo foren devastats i la majoria de la infanteria espanyola restà massacrada o capturada per la cavalleria francesa. La derrota de Rocroi, conjuminada amb l'aixecament de Portugal, Nàpols i Catalunya, suposaren el derrocament del comte-duc Olivares.

## El retorn al foralisme de la Monarquia d'Espanya

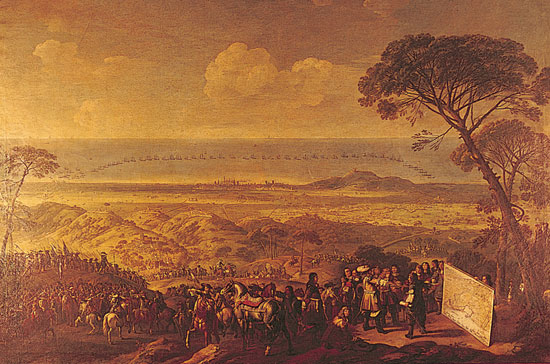
Setge de Barcelona de 1652 per Joan Josep d'Àustria

Felip IV de Castella havia vist en el transcurs de la seva vida com el govern del comte-duc Olivares havia portat la devastació a la Monarquia d'Espanya, i després de la Batalla de Rocroi va caure en una profunda depressió. La mort del seu fill Baltasar Carles el 1646 va agreujar encara més el seu estat anímic. Tot i així Felipe IV va intentar reconduir l'atzucac en què havia sumit la Monarquia d'Espanya el govern d'Olivares. Quan Joan IV de Portugal va morir el 1657 Felip IV intentà recuperar la sobirania sobre el regne a Alfons VI de Portugal, però els terços espanyols foren derrotats a batalla d'Ameixial (1663) i a la batalla de les Muntanyes Clares (1665), fet que conduí al reconeixement de la independència portuguesa el 1668. La guerra amb França va continuar durant onze anys més malgrat que França va patir una guerra civil, les Guerres de Fronda, entre el 1648-1652. El regne de Nàpols va reconèixer novament la seva sobirania el 1648 i Catalunya el 1652; la guerra amb França es va acabar efectivament després de la batalla de les Dunes, on l'exèrcit francès del vescomte de Turenne va derrotar les restes dels terços dels Països Baixos espanyols. Amb la Pau dels Pirineus el 1659 la Monarquia va haver de cedir a França el Rosselló, el Conflent, el Vallespir, part de la Cerdanya, Foix, Artois, part de Lorena, i altres places europees. Igualment succeí amb les Set Províncies Unides després de la batalla de Lens el 1648; la Monarquia d'Espanya finalement va signar la pau amb els neerlandesos i reconèixer la seva independència a la Pau de Westfàlia el 1648, fet que va suposar la fi tant de la Guerra dels Vuitanta Anys, com de la Guerra dels Trenta Anys.

Armes de Joan Josep d'Àustria

El 27 de setembre de 1652 els Consellers de Barcelona establiren els 34 capitols que serviren de base per acceptar la pau amb Joan Josep d'Àustria. Els punts principals eren els següents: 
- Confirmació de les Constitucions de Catalunya i Usatges de Barcelona.
- Ratificació del Conseller sisè.
- Garantia que els allotjaments de tropes a Catalunya es realitzarien d'acord amb les Constitucions de Catalunya
- Renúncia de la Corona al cobrament de quintos.

La greu crisi provocada pel projecte uniformista havia suposat la pèrdua de definitiva de Portugal i diverses places europees. La posterior recuperació de Catalunya refermà en la Monarquia d'Espanya la vigència del sistema foral i la necessària implicació de les institucions i de les classes dirigents dels estats que formaven la monarquia. El govern de Carles II de Castella es caracteritzà per una implicació progressiva dels estats de la Corona d'Aragó, d'Itàlia i dels Països Baixos espanyols en el govern de la Monarquia d'Espanya. En paraules de Ferran Soldevila, «el procés portava del separatisme a l'intervencionisme». Aquesta implicació dels estats de la Corona d'Aragó es veié reflectida en la junta de govern designada en el testament de Felip IV de Castella: dels cinc membres, tres eren de la Corona d'Aragó. La regència de Marianna d'Àustria es veié caracteritzada per la lluita de poder entre el favorit d'aquesta Everard Nithard i Joan Josep d'Àustria, fill il·legítim del difunt rei. Joan Josep d'Àustria havia participat en la reconquesta de Nàpols i en la de Catalunya, però actuà amb magnanimitat i sabé atraure's la complicitat de les tradicionals institucions de Catalunya. El 1668 Joan Josep d'Àustria va organitzar un cop de força per derrocar el favorit de la reina; sortí de Barcelona amb un escorta de 300 homes, i en arribar a Saragossa el regne d'Aragó es posà de la seva part. Arribà fins a Torrejón de Ardoz i des d'allí exigí, i obtingué, la destitució d'Everard Nithard. El seu triomf fou celebrat a Barcelona amb lluminàries públiques, però Joan Josep no aconseguí de substituir al destituït a la cort de Madrid, sinó que s'hagué de resignar amb la lloctinència d'Aragó. Finalment, el 1677, organitzà un nou cop de força per derrocar el valgut Francisco de Valenzuela, i aquesta vegada sí que aconseguí posar-se al capdavant de tota la Monarquia d'Espanya. Però malgrat les esperances posades en ell el govern de Joan Josep d'Àustria no respongué a les esperances dipositades en ell i tan sols dos anys després fou destituït. A partir del 1680 el govern recaigué en el valgut duc de Medinaceli, que es va centrar a reformar la política econòmica, fet que va permetre acabar amb les pujades de preus i va recuperar espectacularment l'economia, especialment a les zones costaneres mediterrànies i el cantàbric. El 1685 va arribar al poder el comte d'Oropesa que va proposar un pressupost fix per a les despeses de la cort com a mitjà per evitar noves fallides.

### Les guerres contínues contra França

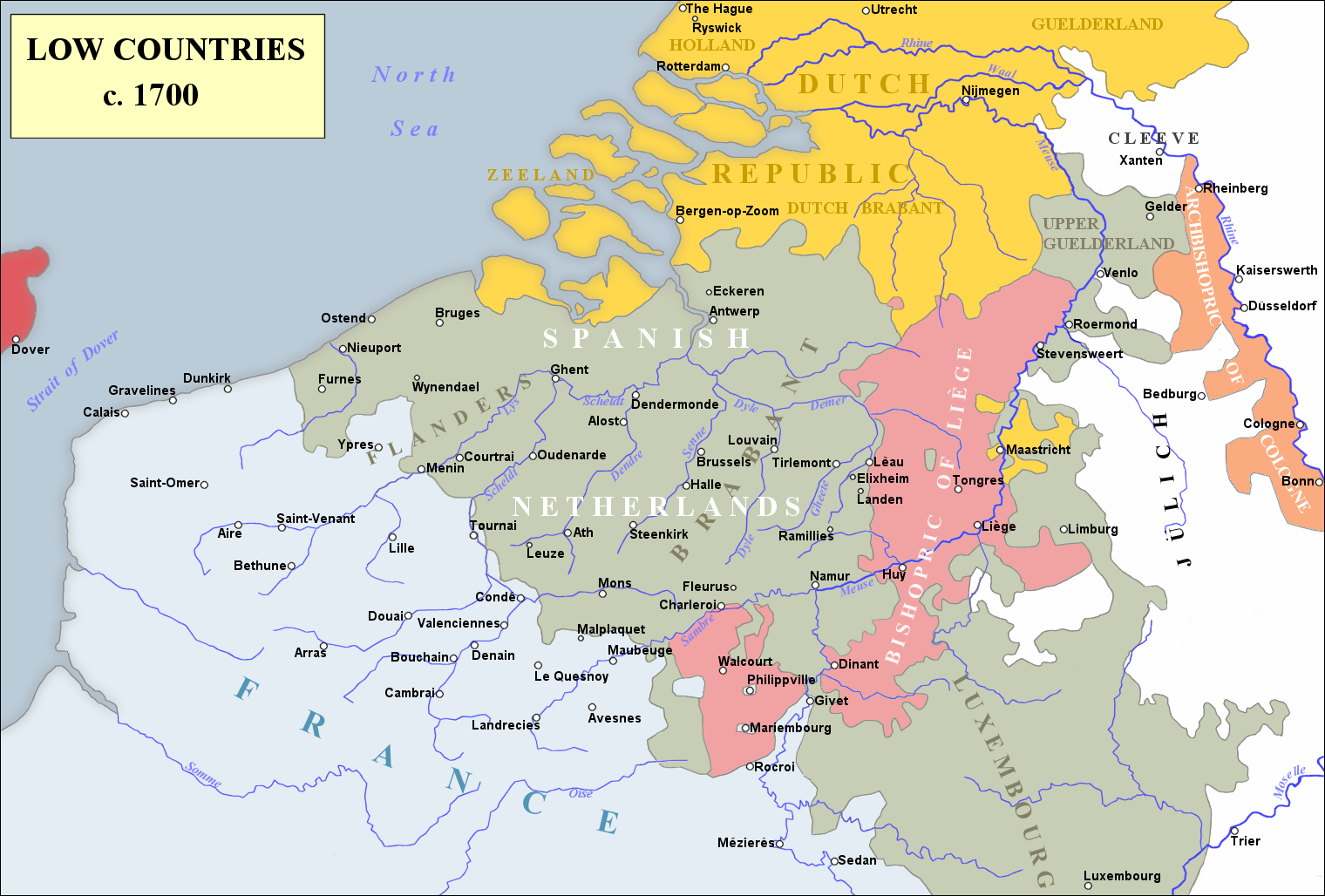
Els Països Baixos espanyols cap al 1700

Tot el llarg de regnat de Carles es van llençar guerres contínues contra França. Després de la Guerra dels Trenta Anys les reclamacions de Lluís XIV de França sobre les Províncies Unides portaren a la Guerra de Devolució. La muller del rei francès, Maria Teresa i filla del primer matrimoni de Felip IV de Castella amb Isabel de Borbó, havia renunciat als seus drets hereditaris com a contraprestació per la dot del matrimoni. La dot, que era força quantiosa, mai no va acabar de ser pagat per Felip IV de Castella. Quan aquest va morir el 1665 els advocats de Lluís van justificar les reclamacions del rei francès argumentant que les antigues lleis de Brabant establien que els Països Baixos Espanyols havien d'ésser cedits en herència a la filla de Felip, nascuda fruit del primer matrimoni del monarca, i no pas al fill hereu tingut fruit de relació amb la seva segona muller, Marianna d'Àustria, que era el ja regnant Carles II de Castella. Tanmateix, aquest dret - ius devolutionis - segons el qual als Països Baixos només els fills del primer matrimoni eren legítims hereus dels béns paterns, eren vinculants només pel patrimoni privat. França va intensificar la pressió en les reclamacions el 1667 i la Monarquia d'Espanya s'hi oposà. En els preparatiu per a la guerra Colbert, l'hàbil primer ministre francès, va organitzar un exèrcit d'entre 50.000 i 80.000 homes i llençà una ofensiava sobre Flandes. Amb una armada petita als Països Baixos espanyols els episodis inicials de la guerra resultaren en un setge francès a ciutats i fortaleses que estaven poc protegides i sense possibilitats de rebre reforços. La major part d'aquests setges acabaven ràpidament, i els francesos varen prendre ciutats com Charleroi, Tournai, i Douai; l'única ciutat que es va poder resistir a l'ofensiva francesa va ser Lilla. Aquests ràpids èxits van començar a preocupar a la resta de potències europees, especialment als neerlandesos. Aquests, juntament amb els anglesos, alemanys i suecs, temien que si França obtenia el control de la regió un agressiu i fort estat s'establiria a la frontera amb les Províncies Unides, obtenint el control d'excel·lents ports per operar al mar del nord. Per tal d'evitar que França consolidés aquest poder el 1668 Anglaterra, Suècia i les Províncies Unides van establir la Triple Aliança, que garantia els territoris que Lluís XIV havia conquerit al començament de la guerra, però alertaven de què si els francesos continuaven amb la seva ofensiva més enllà de les fronteres establertes en aquell moment totes tres potències s'unirien a la Monarquia d'Espanya i declararien la guerra França. Finalment pel Tractat d'Aquisgrà França va haver de cedir i abandonar les seves pretensions sobre els Països Baixos Espanyols i el Franc Comtat.

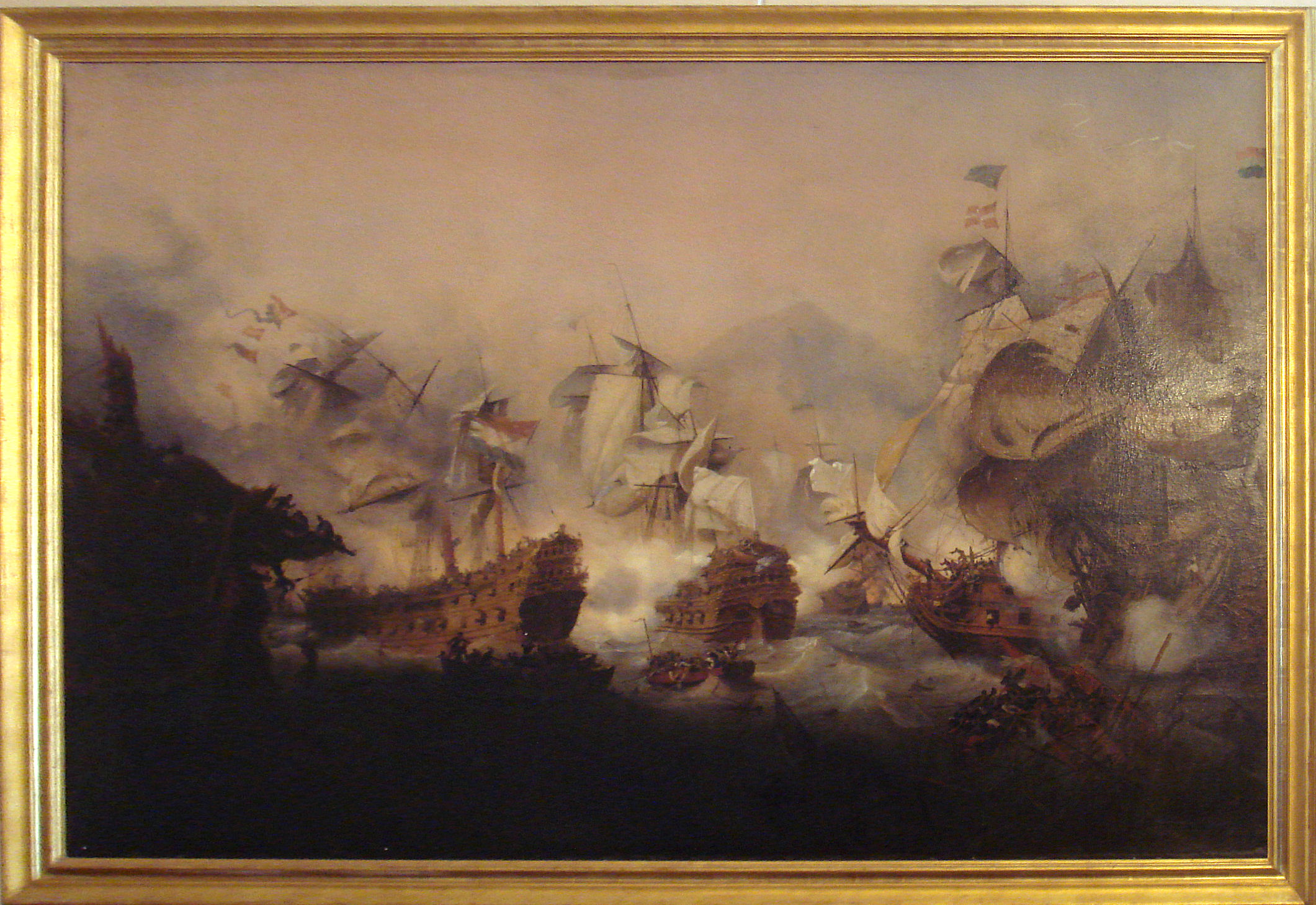
Batalla d'Agosta (1676)

Finalitzada la Guerra de Devolució el rei Lluís XIV de França estava molest pel rebuig holandès a cooperar en la destrucció i la divisió de Països Baixos espanyols. Com a represàlia inicià la Guerra francoholandesa (1672-1678), conquerint la fortalesa de Maastricht i endinsant els seus exèrcits cap a l'interior de la República d'Utrecht. L'exèrcit francès format per més de 90.000 homes va ocupar ràpidament la majoria dels Països Baixos. El líder holandès Johan de Witt va ser derrocat, essent nomenat estatúder de les Províncies Unides Guillem d'Orange. Com França havia promès a Anglaterra part de les principals ciutats holandeses, aquesta no va tenir pressa per conquerir-les, però va exigir a Holanda setze milions de florins i la derogació dels impostos que gravitaven sobre els vins francesos a canvi d'una pau per separat. Durant les negociacions es va intensificar la resistència i els holandesos inundaren el seu propi territori aixecant els dics a fi d'obstruir l'avanç francès. El 1674 els holandesos es van unir a la marina espanyola per evitar l'expansionisme naval francès al mar Mediterrani i s'aliaren amb el Sacre Imperi i la Monarquia d'Espanya. La força de l'aliança va obligar a Lluís XIV a abandonar els seus projectes de conquerir Holanda i va haver de tornar a una guerra lenta i cautelosa al voltant de les fronteres. El 1678 es va firmar finalment la Pau de Nimega que veia frustrades les ambiciones dels Borbó, i marcà la forta rivalitat entre Lluís XIV de França i Guillem d'Orange.
El 1686 es va formar la Lliga d'Augsburg constituïda per l'emperador Leopold I i diversos prínceps alemanys, incloent-hi el del Palatinat, Baviera i Brandenburg, que tenia per finalitat posar fre al bel·licisme francès en zones alemanyes; posteriorment l'aliança es va ampliar amb la incorporació de Portugal, la Monarquia d'Espanya, Suècia i les Províncies Unides. Tot i que l'origen de la Lliga fou per protegir la zona del Rin d'una expansió francesa, ràpidament va constituir una coalició ofensiva contra França que havia esdevingut la major potència europea del moment. França esperava que Jaume II d'Anglaterra es mantingués neutral sobre la base dels tractats que unien els dos països, però després de la Revolució Gloriosa aquell fou derrocat i pujà al tron d'Anglaterra l'holandès Guillem d'Orange, enemic acèrrim de Lluís XIV des de la Guerra Franco-Holandesa. Anglaterra va declarar la guerra a França el maig de 1689, unint-se així a la Lliga d'Ausburg, la qual va passar a anomenar-se Gran Aliança. Aleshores s'inicià la Guerra dels Nou Anys

## La Guerra de Successió i la destrucció de la Corona d'Aragó

### L'esclat de la guerra a Europa i a la Monarquia d'Espanya

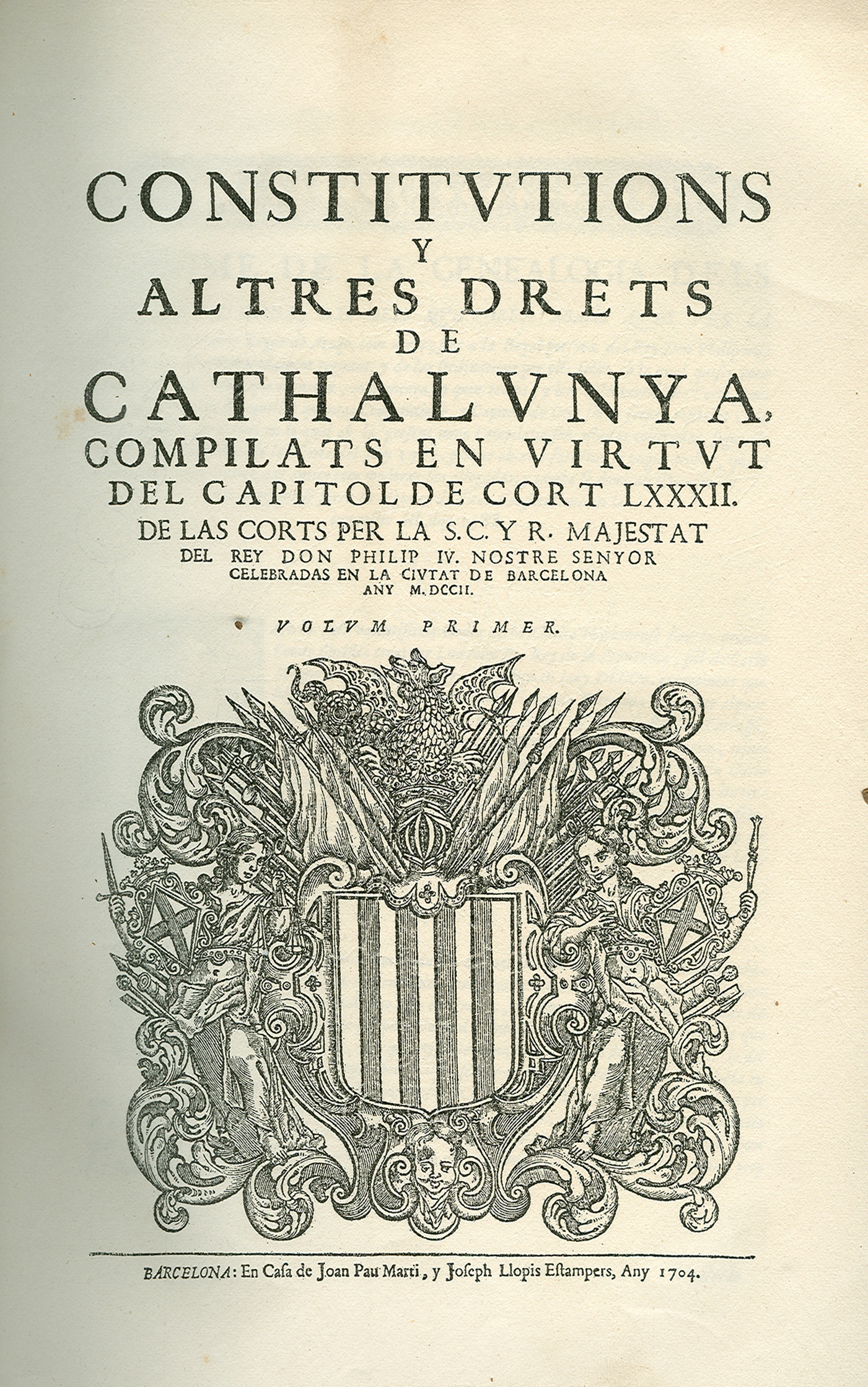
Les Constitucions catalanes van ser jurades per Felip V de Castella, IV d'Aragó, el 1702. Però el 1704, després d'un fracassat intent de desembarcament aliat a Barcelona, el virrei borbònic de Catalunya Francisco de Velasco va conculcar repetidament aquestes constitucions. Després de repetides instàncies al virrei la Barcelona va nomenar a Pau Ignasi de Dalmases com a ambaixador a fi de denunciar davant Felip V en persona l'actitud anticonstitucional del virrei Velasco. Però el 5 febrer de 1705 i només arribar a la cort de Madrid l'ambaixador va ser detingut i empresonat. Tres mesos després esclatava la revolta a Catalunya i l'octubre de 1705 les tropes de l'Arxiduc Carles d'Àustria prenien Barcelona on fou rebut com un alliberador. L'arxiduc Carles d'Àustria fou proclamat nou rei Carles III de Castella i d'Aragó, i aquest jurar respectar les Constitucions de Catalunya.

La mort sense descendència de Carles l'Embruixat, succeït pel duc Felip d'Anjou, va donar lloc a un conflicte internacional que aviat es va tornar guerra civil a la mateixa Monarquia d'Espanya entre els partidaris de l'Arxiduc Carles i els de Felip d'Anjou. Aquest últim va jurar el 1702 les Constitucions de Catalunya, atorgant nous privilegis a les institucions catalanes de les quals va rebre homenatge. No obstant això la guerra ja havia esclatat en els camps de batalla d'Europa quan la Casa d'Àustria va envair els territoris italians de la monarquia espanyola. Davant les contínues derrotes borbòniques Felip V no va poder continuar el seu itinerari per jurar els furs d'Aragó i els furs de València, traslladant-en persona al front de guerra italià. Ja a Barcelona el 1703 els austriacistes, els partidaris de la tradicional Casa d'Àustria, van rebre el malnom d'Imperials o Aligots, per ser aquest animal el símbol de l'imperi austríac, mentre que els filipistes, els partidaris de la Casa de Borbó eren titllats de Botiflers. El 1704 les tropes de la Gran Aliança de la Haia van llançar un intent de desembarcament aliat a Barcelona amb la complicitat d'un reduït nombre d'Aligots barcelonins. Fracassada la temptativa diversos cabdills austriacistes es van haver d'exiliar, però a fi d'evitar noves alteracions el virrei de Catalunya Francisco de Velasco va llançar una repressió indiscriminada conculcant repetidament les Constitucions de Catalunya, fet que va incrementar el suport de les postures austriacistes entre la societat catalana.
Retornat Felip V a Madrid després de finalitzada la campanya de guerra al nord d'Itàlia, la ciutat de Barcelona, que tenia el privilegi de nomenar ambaixadors propis, va nomenar ambaixador a Pau Ignasi de Dalmases i Ros per a denunciar davant Felip V en persona l'actitud anticonstitucional del virrei Velasco. Però el 5 de febrer de 1705, només arribar a la cort de Madrid, l'ambaixador va ser detingut i empresonat. Tres mesos després esclatava la revolta a Catalunya i el 20 juny 1705 dels cabdills austriacistes catalans signaven el Tractat de Gènova, una aliança militar entre el Principat de Catalunya i el regne d'Anglaterra en virtut de la qual Catalunya es comprometia a lluitar per la causa del pretendent al tron espanyol Carles d'Àustria amb l'ajuda militar d'Anglaterra, i aquesta es comprometia a defensar les Constitucions de Catalunya fos quin sigui el resultat de la guerra. A l'octubre de 1705 les tropes de l'arxiduc Carles van prendre Barcelona i la Generalitat de Catalunya i els consellers de Barcelona van aclamar-lo com un alliberador. Dies més tard l'arxiduc d'Àustria era proclamat legítim rei Carles III de Castella i d'Aragó, jurant respectar les Constitucions de Catalunya i convertint a Barcelona en seu de la seva cort i baluard austracista durant la resta de la guerra.

### Evolució de la guerra a la Monarquia d'Espanya i la conquesta d'Aragó i València

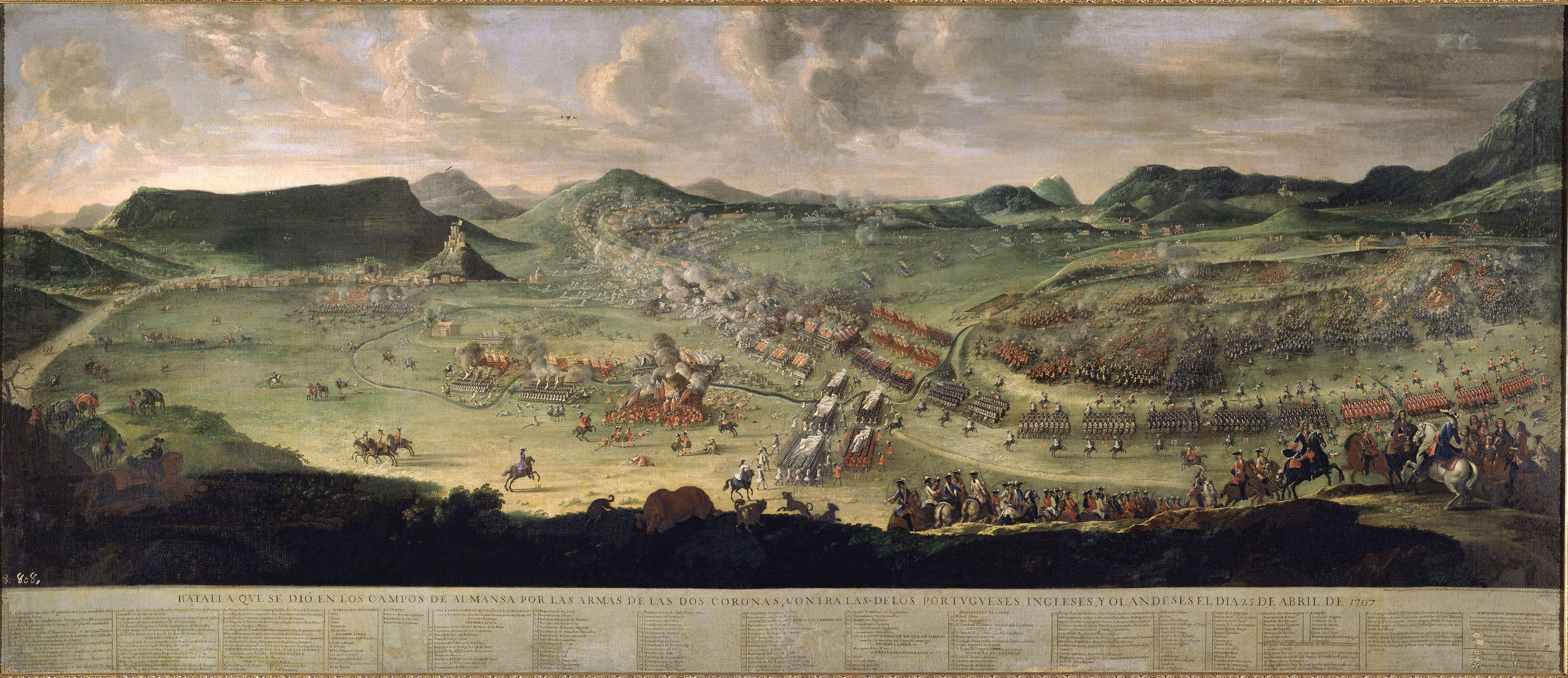
Després de la batalla d'Almansa (1707) Felip V al·legà el «dret de conquesta» per derogar el règim constitucional de la Corona d'Aragó abolint els furs aragonesos i els furs valencians.

Poc després, l'abril de 1706, les tropes de Felip V amb el rei al capdavant passaren al contraatac i es dirigiren directament contra Barcelona. Varen envoltar la ciutat i van iniciar el Setge de Barcelona (1706) a fi de reconquerir-la i acabar amb el principal bastió constitucionalista. Després de bloquejada Barcelona les tropes borbòniques van començar les operacions encaminades a la conquesta del castell de Montjuïc, des de la qual un cop presa, pensaven rendir la ciutat. En 21 abril les tropes de Felip V ja havien pres posicions prop de la fortalesa i van començar a assetjar-la. Llavors es va estendre un rumor entre els barcelonins segons el qual les tropes austriacistes havien pactat amb les borbòniques la rendició de la fortalesa, remor que va desembocar en un amotinament general dels barcelonins per tota la ciutat. Durant els disturbis va morir assassinat el Conseller en Cap de 1705-1706 Francesc Nicolau de Sant Joan. Van quedar al capdavant de la ciutat el conseller segon, el mercader Francesc Gallart, i el conseller tercer, el jurista Rafael Casanova i Comes, que varen aconseguir finalment reconduir la situació i el govern de la ciutat assetjada. El 8 maig s'albira en l'horitzó la flota anglesa sota el comandament de l'almirall John Leake, fet que provocà l'aixecament del setge i la caòtica fugida de les tropes borbòniques que van deixar abandonats al camp davant de Barcelona als ferits, els subministraments i tot el tren d'artilleria. Un any més tard, el 6 de febrer de 1707, el rei Carles l'Arxiduc va atorgar a Rafael Casanova el títol de Ciutadà Honrat de Barcelona per la seva destacada actuació al capdavant de govern de la ciutat durant el setge borbònic de 1706. Derrotat l'exèrcit borbònic les tropes austriacistes es llençaren a l'ofensiva per conquerir Madrid, ciutat que van prendre fàcilment al cap de pocs mesos, però de la qual van haver de retirar-se davant el rebuig de la població i els rumors de l'arribada d'un poderós exèrcit francès. L'exèrcit borbònic va seguir l'exèrcit austriacista fins a les fronteres del regne de València, per ser derrotat finalment en la batalla d'Almansa el 1707. Poc després les tropes borbòniques conquerien el regne de València i poc després el regne d'Aragó. El 29 de juny de 1707 Felip V abolia els furs aragonesos i els furs valencians en virtut del «dret de conquesta».
Per contra als camps de batalla d'Europa les tropes borbòniques patiren constants derrotats que portaren a Lluís XIV a entrar en negociacions de pau el 1709, negociacions però que no reeixiren. Això impulsà l'exèrcit austriacista a llançar una nova ofensiva contra Madrid que va culminar el 1710 amb la presa, novament, de la ciutat. Però, novament, foren forçats a abandonar-la després de l'arribada de reforços francesos. El 1711 la posició militar dels austriacistes a la Monarquia d'Espanya estava molt debilitada, tenint solament el control del Principat de Catalunya i el regne de Mallorca mentre el regne d'Aragó i el regne de València havien estat ocupats militarment.

### El Tractat d'Utrecht i la fi de la guerra a Europa

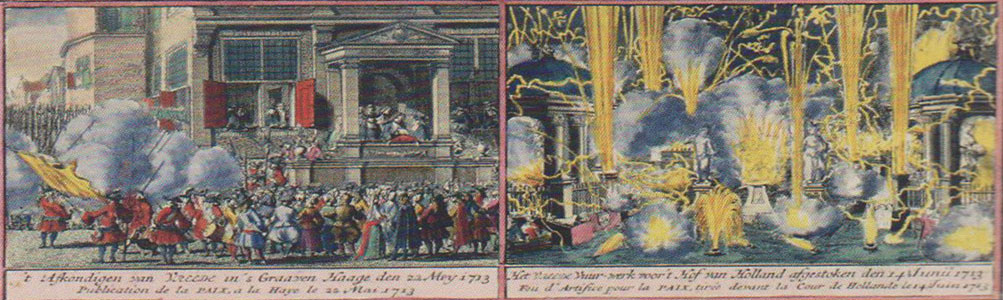
La Pau general d'Utrecht (1713).
Gravat que reprodueix la proclamació de la pau a la Haia el 22 maig i els focs artificials de celebració el 14 de juny de 1713.

La mort del germà de l'arxiduc Carles el 1711 i la subsegüent vacant en el tron imperial el varen forçar a deixar la Península rumb a Viena per fer-se càrrec del Sacre Imperi Romanogermànic, deixant a Barcelona a la seva esposa Isabel Cristina de Brunswick-Wolfenbüttel com a virreina. Per la seva part les potències de la Gran Aliança de la Haia iniciaren converses de pau a la localitat holandesa d'Utrecht amb Lluís XIV de França per tal arribar a un pau general a Europa. En les primeres negociacions de pau els ambaixadors del ja emperador Carles VI van insistir que el Principat de Catalunya fos elevat a la categoria de república independent. No obstant això però, després que Felip V renunciés al tron de França (article 2n), que entregués el penyal de Gibraltar (article 10è) i l'illa de Menorca (article 11è), i que concedís llicències comercials a Amèrica (article 12è) als anglesos, aquests van cedir davant Felip V el 13 de juliol de 1713 i van signar la pau violant el Tractat de Gènova que havien firmat amb Catalunya. Felip V es va comprometre en l'article 13è del Tractat d'Utrecht a aprovar una amnistia als catalans i concedir-los tan sols els mateixos drets i privilegis que els habitants de les dues Castelles, fet que significava una abolició de facto de les Constitucions de Catalunya i la imposició de les lleis de Castella tal com havia fet el 1707 als regnes d'Aragó i València. Davant la retirada de la guerra anglesa el 1713 Isabel de Brunswick va abandonar Barcelona i poc després les naus angleses evacuaren a les darreres tropes aliades que defensaven Catalunya de l'avenç borbònic.

### La declaració de guerra de Catalunya el juliol de 1713

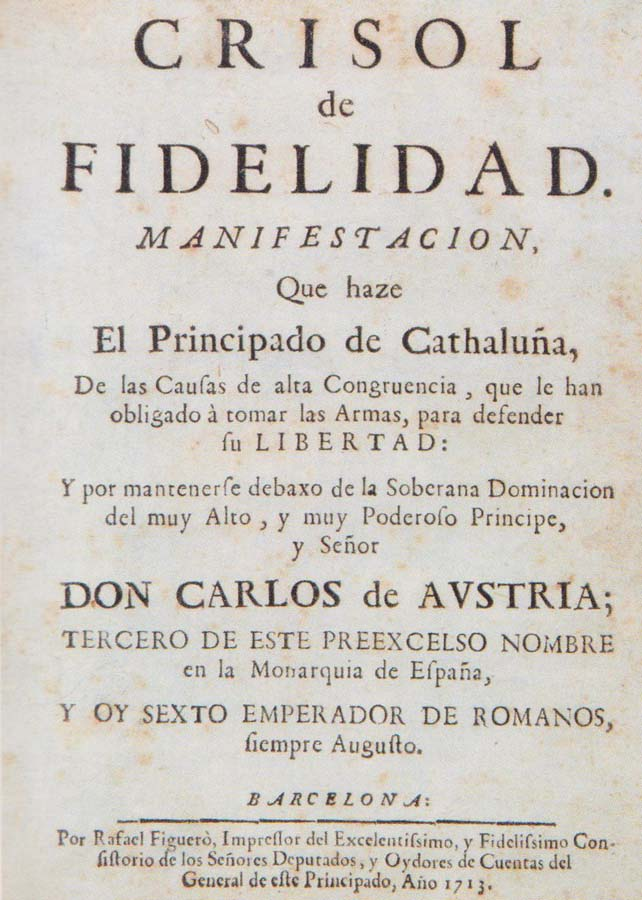
Crisol de Fidelidad (1713)
Mitjançant opuscles com Despertador de Catalunya, Crisol de Fidelidad, Lealtad Cathalana i altres tants, Catalunya lliurà també la guerra propagandística, rebatent les acusaciones d'estar lluitant només per la seva Llibertat i els seus Privilegis i tractant d'argumentar que la seva lluitar també era per la Corona d'Aragó i la llibertat de tota la Monarquia d'Espanya.

Davant les notícies de l'abandonament anglès, es va convocar a Barcelona el 30 de juny de 1713 una Junta de Braços per deliberar si Catalunya havia de sotmetre's a Felip V o prosseguir la guerra en solitari. En les primeres sessions el Braç Eclesiàstic es va inhibir per estar involucrada l'efusió de sang, deixant la resolució final en mans dels altres dos Braços. El 5 de juny el Braç Reial va emetre el seu veredicte proposant que es continués la guerra. En una tensió creixent els vots del Braç militar es van dividir en tres grups, no arribant-se a una resolució unànime. El parlament decisiu va tenir lloc en la sessió del Braç Militar i va anar a càrrec de Manuel de Ferrer i Sitges. Presa la decisió de continuar la guerra en solitari els comissionats dels braços generals la van lliurar als diputats de la Generalitat de Catalunya perquè la publiqués i declarés l'estat de guerra. Els diputats de la Generalitat, contraris a la proclamació, dilataren l'entrada en vigor legal de l'edicte tres dies. En la sisena instància presentada pels braços generals davant els diputats de la Generalitat, se'ls recordava que era el seu deure la «conservació de les llibertats, privilegis i prerrogatives dels catalans, que els nostres antecessors a costa de sang gloriosament abocada van aconseguir, i nosaltres hem així mateix mantenir». Finalment, a les sis del matí del 9 de juliol de 1713 a Barcelona es feia pública la proclamació pública de guerra del Principat de Catalunya contra Felip V i contra el França.

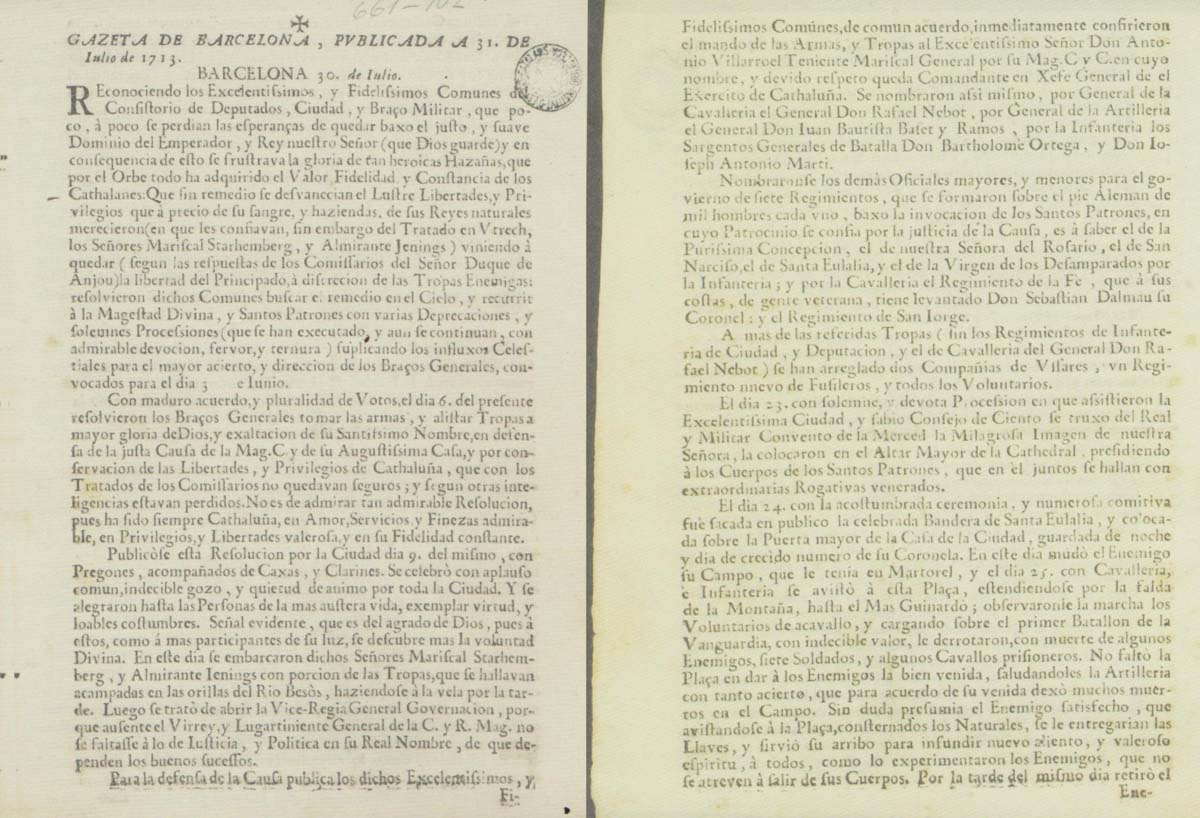
La Gazeta de Barcelona publicà els motius pels quals Catalunya havia declarat la guerra, així com els oficials de l'estat major de l'Exèrcit de Catalunya. El tinent mariscal Antonio de Villarroel fou nomenat «Comandante en Xefe General de el Exercito de Catahaluña.» (1713)

Proclamada públicament la declaració de guerra el 9 de juliol de 1713, l'endemà es va publicar un ban per llevar efectius per l'Exèrcit de Catalunya. Per al càrrec de general comandant es va nomenar al tinent mariscal Antoni de Villarroel i Peláez, sent triat per haver nascut a Barcelona encara que no fos català. A la fi del mes de juliol la lleva ascendia a prop de 4.000 combatents a sou dels Tres Comuns de Catalunya, sent així mateix nomenats els oficials i lliurades les patents en nom dels Tres Comuns de Catalunya, no del rei Carles III.
Per tal de mobilitzar els centenars de refugiats austriacistes dels altres regnes de la Monarquia d'Espanya que s'amuntegaven a Barcelona els Tres Comuns de Catalunya van concebre la idea d'organitzar els regiments de l'Exèrcit de Catalunya en funció de les nacions pertinents. Segons aquest pla, dels vuit regiments d'infanteria que es van alçar quatre foren reservats als catalans, un pels alemanys, un pels valencians, un pels navarresos i un pels castellans residents a Barcelona. Així mateix dels sis regiments de cavalleria que s'alçaren un fou reservat pels aragonesos. Malgrat les intencions dels Tres Comuns de Catalunya, la major part de la lleva va haver de completar-se amb tropes catalanes. Quant als antics miquelets van ser reorganitzats i enquadrats en els anomenats regiments de fusellers de muntanya. Pel que fa a l'armada naval es van mobilitzar cinquanta tartanes de guerra, nou bergantins i sis fragates, mentre es van equipar amb entre vint i quaranta canons quatre navilis. La Coronela de Barcelona, la milícia format pels confrares dels gremis barcelonins, va ser reorganitzada com un sol regiment de sis batallons. Per mantenir l'ordre públic dins de la Ciutat es va llevar la Companyia de la Quietud, i per a aquells inhàbils per al servei d'armes es van organitzar els batallons de quarts, formats per ciutadans que sense rebre paga tenien la comesa de servir de força de treball, desenrunament i reconstrucció en cas de bombardeig. Finalment es van llevar les companyies de voluntaris, formades per barcelonins que no estaven a sou però que servien voluntàriament amb armes pròpies, sense patent oficial i sense uniforme. L'Exèrcit de Catalunya va arribar a mobilitzar més de 10.000 homes per a enfrontar-se a les tropes borbòniques de Felip V.

### El bloqueig de Barcelona i l'extensió de la guerra a l'interior de Catalunya

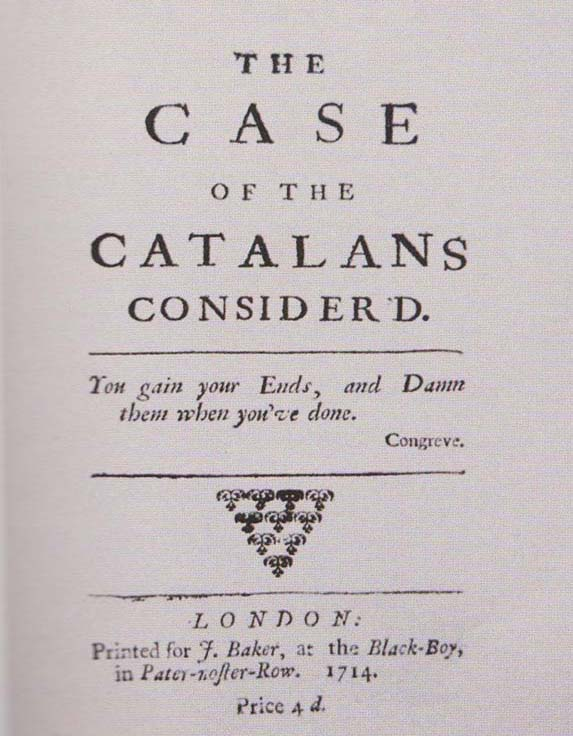
El Cas dels Catalans
Catalunya lliurà la guerra tant al camp de batalla com a les cancelleries europees. Els ambaixadors catalans a Londres, Viena i la Haia jugaren un paper crucial en la guerra diplomàtica. Els manifestos Deplorable History of the Catalans i The Case of the Catalans recordaven el Tractat de Gènova pel qual Anglaterra s'havia aliat militarment amb Catalunya i la traïció que s'havia produït amb el Tractat d'Utrecht.

El 22 de juliol, tal com era de precepte, es va procedir a la renovació dels diputats de la Generalitat de Catalunya per al trienni 1713-1716, resultant sortejats els més proclius a la guerra. Així mateix es va procedir al nomenament dels ambaixadors de Catalunya: Francesc de Berardo i d'Espuny, marquès de Montnegre, va ser nomenat ambaixador a Viena, Pau Ignasi de Dalmases, l'ambaixador que havia estat arrestat només arribar a la cort de Madrid en 1705 i havia estat alliberat després de la presa de Madrid per les forces austriacistes el 1706, va ser nomenat ambaixador a Londres, i Felip de Ferran i de Sacirera ambaixador a la Haia. Per contrarestar la propaganda borbònica que des del 1711 havia modelat a l'opinió pública espanyola «para a hazer odiosa la nació catalana» afirmant que de vèncer l'Arxiduc Carles d'Àustria els catalans s'apoderarien de tota la Monarquia d'Espanya, la Generalitat de Catalunya va publicar dos opuscles: el Despertador de Catalunya en català, i el Crisol de Fidelitat en castellà. En ambdós textos s'intentarà refutar la propaganda borbònica legitimant la guerra iniciada per Catalunya en lluita no només per la seva llibertat i els seus privilegis sinó que, recordant l'abolició dels furs del regne d'Aragó i del regne de València, també lluitava per la Corona d'Aragó i per la llibertat de tota la Monarquia d'Espanya.
El 25 de juliol de 1713 les tropes borbòniques al comandament del Duc de Pòpuli arribar davant les muralles de Barcelona; tot seguit Pópoli va exigir la rendició de la ciutat, sent rebutjada el mateix dia. Davant la resistència barcelonina les tropes de Felip V van iniciar el bloqueig de la ciutat. L'estratègia del duc de Pópoli va ser la que secularment s'havia seguit en els llocs als quals s'havia sotmès a Barcelona, bloquejant per terra la ciutat per asfixiar i centrant la resta del seu efectius en la conquesta de la fortalesa de Montjuïc, des de la qual una vegada presa, obligar la rendició de la ciutat. Es tractava d'una estratègia a llarg termini dictada per les mancances tècniques de les tropes de Felip V i que radicava el seu èxit en el tall de subministraments, tant bèl·lics com de menjar, que haurien de desembocar en el debilitament progressiu de la resistència per part de la ciutat. A l'interior de Barcelona les tensions polítiques entre el conseller en cap de Barcelona de 1712-1713 Manuel Flix, que havia votat en contra de la guerra però havia estat en el càrrec per lleialtat institucional, i els partidaris de la resistència a ultrança s'havien agreujat. Per agreujar la situació, no només els intents per obrir el front de guerra a l'exterior de Barcelona havien fracassat sinó que les fortaleses d'Hostalric i Castellciutat havien caigut a mans dels borbònics. Finalment el Consell dels 100 va fallar que malgrat l'estat de guerra calia procedir a escollir nous consellers de Barcelona i el 30 de novembre de 1713 es produí la nova extació dels sis magistrats municipals per al període de 1713-1714, essent Rafael Casanova nomenat nou conseller en cap de Barcelona, la màxima autoritat de la ciutat.

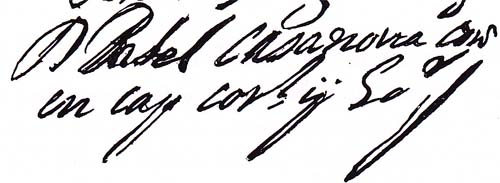
Rafael Casanova, conseller en cap, coronel y gobernador. (Signatura del 10 d'agost de 1714). Rafael Casanova fou nomenat conseller en cap de Barcelona el novembre de 1713 i el seu govern va marcar un canvi total d'estratègia amb l'anterior. Va ordenar que s'hostilitzés permanentment a les tropes borbòniques que assetjaven Barcelona i va aconseguir obrir el front de guerra a l'exterior de Barcelona. El febrer de 1714 Rafael Casanova va esdevenir la màxima autoritat política i militar de Catalunya quan la Generalitat va transferir totes les competències bèl·liques als Consellers de Barcelona i Rafael Casanova fou nomenat President de la Junta Novena de Guerra.

El govern de Rafael Casanova va marcar un canvi total amb l'anterior govern. Si fins aleshores el tinent mariscal Villarroel havia tingut plena autonomia militar com a general comandant de l'exèrcit, i havia plantejat una estratègia defensiva conservadora que buscava guanyar temps, el nou conseller en cap Rafael Casanova li va exigir que immediatament ordenés llançar atacs continus cada nit contra el cordó de bloqueig per a desgastar les tropes borbòniques. Als pocs dies es va deslligar un nou conflicte per la supremacia militar i el control del castell de Montjuïc i la governació militar de la Plaça en pugna amb Villarroel; finalment el Consell dels 100 reunit en plenari va fallar salomònicament resolent que, efectivament, Rafael Casanova era el governador de la plaça i armes de Barcelona, i també de la fortalesa de Montjuïc, més s'acceptava que les atribucions de governador de Montjuïc havien estat delegades en el general comandant, que havia de retre comptes davant el conseller en cap Rafael Casanova. Havent consolidat totalment el seu poder militar a la plaça, el govern de Rafael Casanova es va centrar en el front exterior i a la fi de desembre de 1713 va ordenar al coronel Antonio Desvalls, marquès del Poal, que organitzés una expedició a l'exterior amb la comesa d'aixecar el país en armes, hostilitzar les rutes d'aprovisionament que subministraven a les tropes borbòniques que bloquejaven Barcelona, i provocar que aquestes haguessin de desviar efectius del cordó de bloqueig per perseguir les tropes exteriors. L'operació va resultar un èxit del govern de Rafael Casanova, que es va veure facilitat quan el país es va aixecar en armes a principis de gener de 1714, exacerbat per la imposició borbònica de cobrament de quintes, un impost de guerra que pretenia evitar la imminent fallida que amenaçava les arques de Felip V. El febrer del 1714 es va renovar completament la composició de la Junta Vint-i-quatrena, la junta de govern, mentre que la Generalitat de Catalunya va transferir totes les competències militars a la Junta Novena de Guerra, la junta encarregada de dirigir totes les operacions bèl·liques, i de la qual Rafael Casanova en fou nomenat President. D'aquesta manera finalitzava el procés pel qual el conseller en cap Rafael Casanova havia concentrat tot el poder militar, tant a l'interior de Barcelona com a l'exterior, i esdevenia la principal figura política i militar al capdavant de les institucions catalanes.

### Arribada del duc de Berwick i l'abrupte final

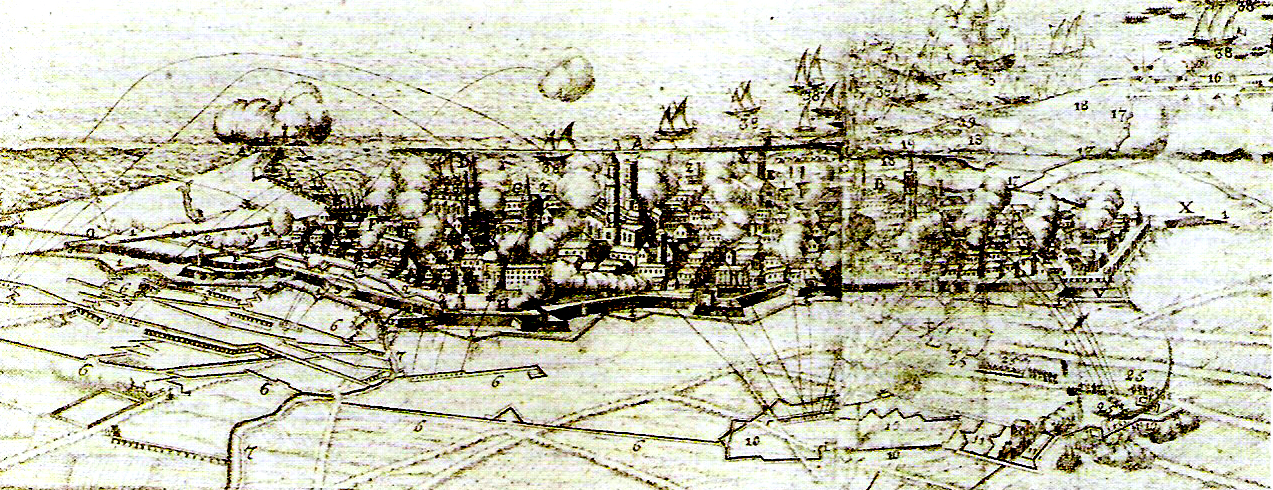
Bombardejos sobre Barcelona assetjada pel mariscal de França duc de Berwick. A l'esquerra el sistema de trinxeres paral·leles on s'instal·là el tren d'artilleria francès que destrossà la muralla de Llevant obrint-hi set bretxes. A la dreta bateria de morters instal·lada al convent dels caputxins del Mont Calvari. Al fons l'armada francesa de l'almirall Ducasse bloqueja la bocana del port de Barcelona.

El juliol del 1714, transcorregut gairebé un any de bloqueig, l'estratègia del duc de Pópoli havia fracassat. A més la conjuntura internacional estava evolucionant ràpidament, i si en la negociació del Tractat de Rastatt no s'havia donat per tancat el Cas dels Catalans, l'afebliment progressiu del poder dels Tories, favorables a la pau, en el parlament d'Anglaterra presagiava una nova presa del poder dels Whigs, partidaris de reprendre la guerra. A la cort de Felip V creixia la preocupació davant un possible canvi diplomàtic que capgirés la situació i les gestions dels ambaixadors catalans a Londres, Viena i la Haia eren incansables. Finalment el 6 de juliol de 1714 el duc de Pópoli fou destituït i rellevat pel mariscal de França Duc de Berwick, que arribà a Barcelona amb 20.000 homes de l'exèrcit francès bregats en les batalles d'Europa, tot el cos d'enginyers francesos i tot el tren d'artilleria pesant francesa, mentre l'almirall Ducasse amb l'armada francesa tancava completament el port de Barcelona per on fins aleshores les tropes catalanes havien rebut reforços de Mallorca, Sardenya i Nàpols, territoris de la Monarquia d'Espanya controlats per l'emperador i rei Carles d'Àustria. Amb tot aquest equipament Berwick va poder establir un setge real contra la capital catalana i la nit del 12 al 13 juliol va obrir la primera trinxera paral·lela per aproximar-se a les muralles de Barcelona. Havia començat el compte enrere.
El 28 de juliol de 1714 el Conseller en Cap Rafael Casanova va decretar mitjançant ban la militarització total de la població civil masculina que es trobava a Barcelona. El 31 juliol les tropes del mariscal de França coronaven el camí encobert ia partir de llavors els combats es van començar a desenvolupar al peu de la muralla, mentre els enginyers francesos van començar a cavar mines subterrànies per sota de la muralla per minar. El 9 agost Rafael Casanova, alertat pels oficials que un nombre creixent de milicians faltaven a les guàrdies, decretà que els que faltessin al servei serien presos i ordenà l'agregació dels batallons de quarts, formats per civils, a la Coronela, estant a partir de llavors sotmesos a jurisdicció militar. Per la seva part Berwick era pressionat per la cort de Madrid davant el canvi en l'escenari internacional que presagiava la propera mort de la reina Anna d'Anglaterra, perquè l'1 agost (calendari gregorià) s'havia quedat sense parla. El 12 d'agost de 1714 Berwick va llançar el primer assalt general contra Barcelona que va fracassar. Transcorregudes 24 hores Berwick va ordenar llançar novament un assalt general contra Barcelona, aquest cop nocturn. Després d'hores de violents combats i càrregues suïcides de les tropes catalanes, les tropes borbòniques forren novament derrotades. Però malgrat la victòria aconseguida les baixes en les tropes catalanes havien resultat altíssimes, fet agreujat per la captura d'un gran comboi procedent de Mallorca que havia provocat una situació humanitària catastròfica a l'interior de Barcelona devastada per la fam entre els civils i militars.

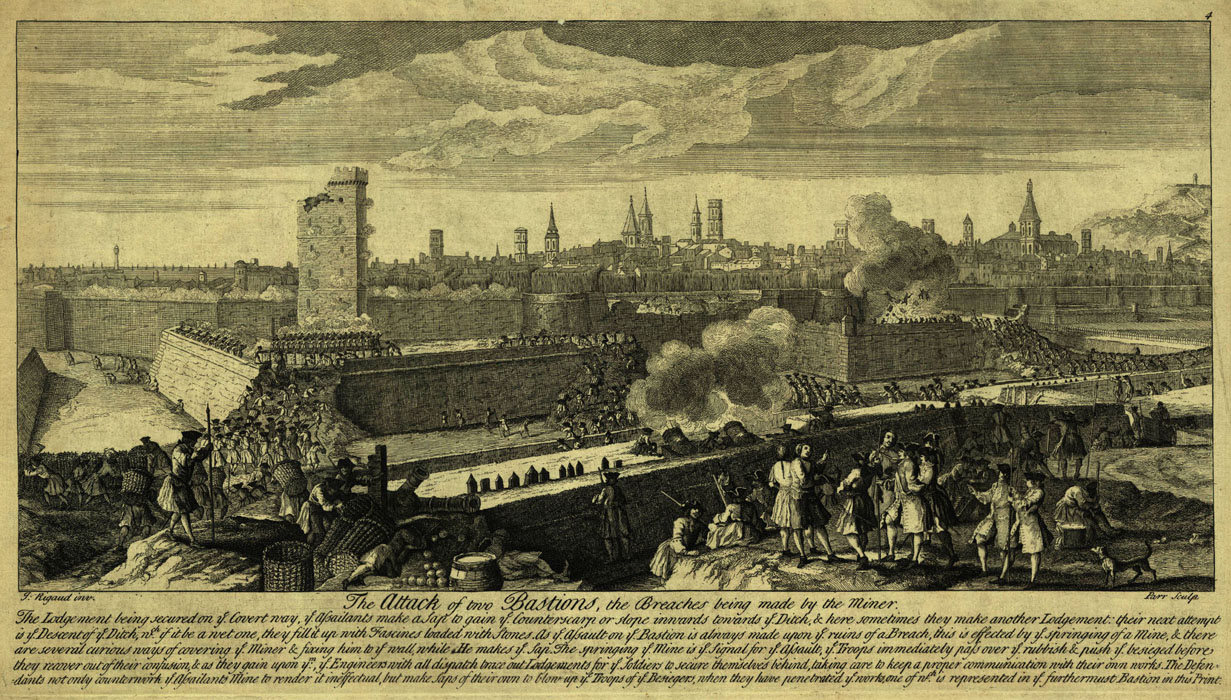
L'assalt general contra Barcelona que el mariscal de França duc de Berwick llançà el 12 d'agost de 1714. Berwick Va ordenar un segon assalt general l'endemà a la nit, 13 d'agost, conquerint les tropes borbòniques el baluard de Santa Clara, del qual van ser expulsades el matí del 14 d'agost. Tot i aconseguir la victòria les baixes entre les tropes catalanes van ser altíssimes.

L'1 de setembre de 1714 el general comandant Antonio de Villarroel cridà a consell a la seva residència a tots els generals i coronels i exposà la disposició de les tropes borbòniques i l'estat de les set bretxes obertes a la muralla que presagiaven la imminència de l'assalt final, els detallà la imperfecció de les cortadures de defensa, l'escàs nombre de tropes que encara quedaven disponibles així com l'escassetat de pólvora i municions, la manca de subministraments i la fam que castigava la ciutat. Davant aquesta situació els exposà la necessitat de buscar una capitulació honrosa abans que no fos massa tard. Alertats els consellers de Barcelona per la conducta de Villarroel li comunicaren el seu desgrat per la seva manera de procedir i el convocaren per exposar davant d'ells la seva opinió. El general comandant els va repetir la situació en què es trobaven les defenses, la imminència de l'assalt final, i la impossibilitat de Barcelona per resistir-lo. El 3 de setembre, mentre reconeixien la primera línia de combats, Villarroel va aconseguir finalment tòrcer la fèrria voluntat del conseller en Cap Rafael Casanova asseverant que si Barcelona «fos només una fortalesa sense més habitants» no s'oposaria a prosseguir fins a la fi, però que davant dels milers de civils i refugiats que hi havia a la ciutat pel seu honor i cristiandat els consellers de Barcelona havien de buscar una capitulació abans que Berwick llancés l'assalt final que devastaria la ciutat i resultaria catastròfic per a la població civil. Informat pel creixent nombre de desertors que es passaven al camp borbònic de les greus dissensions entre militars i polítics dels assetjats, el 4 de setembre de 1714 Berwick va demanar capitulació a la plaça. Informats els Tres Comuns de Catalunya, se'ls va convocar a consell per deliberar una resposta; el conseller en cap Rafael Casanova va exposar-hi l'opinió de Villarroel i va proposar que, almenys, s'havia escoltar la proposta que oferia Berwick, i si aquesta era inacceptable, es podria aprofitar la suspensió d'armes per millorar les defenses. Però el 5 de setembre i per una majoria de 26 a 4 es va decidir rebutjar la proposició borbònica de negociació pacífica. Informat de la decisió de les autoritats catalanes Villarroel va dimitir mentre que Berwick començà els darrers preparatius, que foren dilatats per les pluges que caigueren els següents dies. Durant la nit del 10 de setembre Rafael Casanova tornà a repassar la primera línia de combats prop de les muralles, però aquesta vegada i a diferència dels anteriors, l'assalt general borbònic no es llançà a primera hora de la nit.
A les 04:30h de l'11 de setembre de 1714 més de quaranta batallons borbònics van llançar l'assalt final sobre Barcelona. Passades les cinc del matí les tropes franceses aconseguien passar a sang i foc per sobre de les poques tropes catalanes supervivents que defensava la bretxa dels molins axonseguint penetrar a l'interior de Barcelona. A partir del trencament de la bretxa el col·lapse general de tota la línia de defensa es va precipitar. Els consellers de Barcelona, veient que la caiguda de la ciutat era inevitable, van decidir abandonar el seu quarter general al portal de Sant Antoni i sortir a combatre pels carrers. En aquest moment van rebre avís de Villarroel que els comunicava que reprenia el general comandament militar i els demanava que llancessin el seu contraatac pel sector de Sant Pere, mentre que ell dirigiria un altre pel centre. Passades les sis del matí, Rafael Casanova al capdavant de diverses companyies de la Coronela de Barcelona i amb la sagrada bandera de Santa Eulàlia, relíquia venerada pels barcelonins i que segons la tradició només podia treure en moments de greu perill per a Barcelona, es van llançar al contraatac. Les tropes de Rafael Casanova envestiren amb tanta força que les tropes espanyoles que combatien en aquest sector van començar a retirar-se desordenadament fins a provocar una desbandada general de les tropes espanyoles al sector de Sant Pere. L'avanç de les tropes catalanes aixafar als batallons de les Reials Guàrdies Espanyoles, que van ser massacradess. Mentre comandava el contraatac el conseller en cap Rafael Casanova va caure ferit d'un tret a la cuixa i sent traslladat al Col·legi de la Mercè on hi havia instal·lat un hospital de campanya. Per sector central Villarroel també fou abatut mentre comandava una càrrega de cavalleria suïcida. Al migdia, havent caigut en combat la cúpula politicomilitar, estant el conseller en cap Rafael Casanova ingressat a l'escola de la Mercè i el Villarroel sent atès de les seves ferides a la seva residència, els membres de la Junta vint-i-quatrena es van reunir amb diversos oficials militars per analitzar la situació dels combats. En aquest interval els va arribar la notícia que el comandant del sector de Sant Agustí, seguint ordres del ferit tinent mariscal Villarroel, havia fet crida a la capitulació per evitar que a la caiguda de la nit la ciutat fos saquejada i la població civil fos massacrada.

### Abolició del règim constitucional i de les institucions d'autogovern de Catalunya i Mallorques

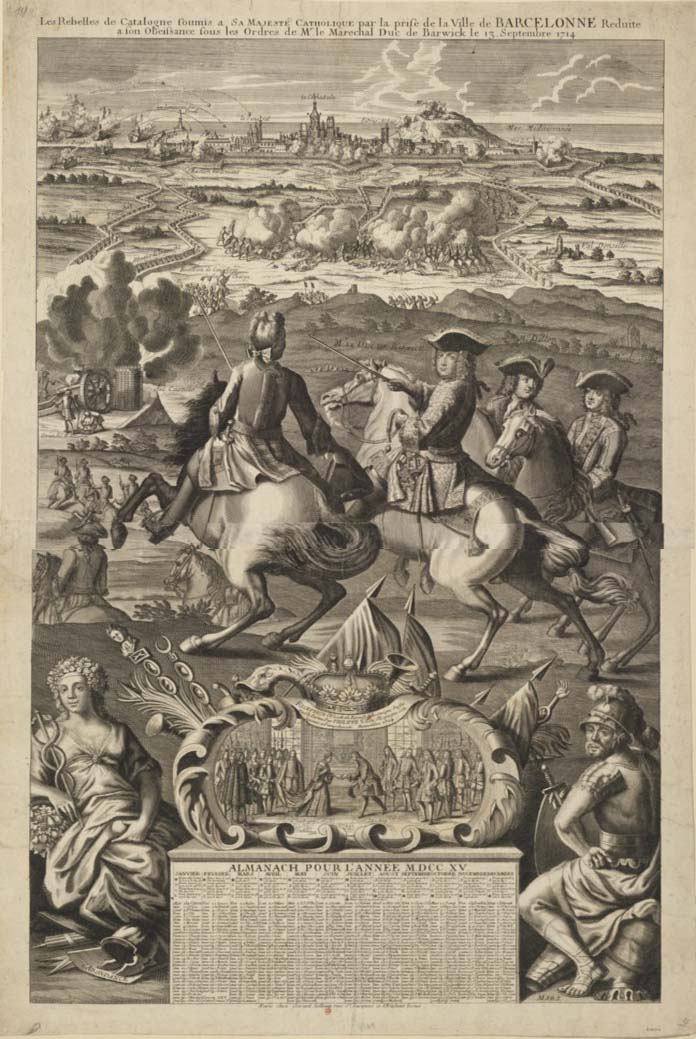
Barcelona fou ocupada el 13 de setembre.
Almanac francès de 1715 que celebra la presa de Barcelona pel Mariscal Duc de Berwick el 13 de setembre del 1714.

Després de 24 hores de negociacions, a les tres de la tarda del dia 12 de setembre es va pactar la capitulació de Barcelona, i el 13 de setembre de 1714, entre les cinc i les sis del matí, Barcelona fou ocupada per les tropes franceses del duc de Berwick. El setge de Barcelona havia provocat unes baixes estimades en 14.200 assaltants borbònics, 6.850 defensors austracistes, i la destrucció d'un terç de la ciutat. En virtut de la capitulació polítics i militars van poder seguir vivint a «casa com abans, sense que pels fets passats se'ls pugui fer cap procés d'allò que ha fet contra el rei ». Per la seva banda Felip de Ferran i de Sacirera, ambaixador català a la Haia, estava eufòric. Després de la mort de la reina Anna s'havia entrevistat amb el nou rei de la Gran Bretanya, l'alemany Jordi I, que de camí a Londres s'havia compromès a alliberar Barcelona, havent ja el secretari de la regència Joseph Addison ordenat a l'almirall James Wishart la concentració de l'armada britànica al port de Maó. Era 18 de setembre i encara no sabia de la caiguda de Barcelona: el compte enrere per salvar Catalunya havia finalitzat tan sols feia sis dies.
El 15 de setembre el Consell de Cent de Barcelona va quedar abolit, essent tancants i segellats els seus arxius, escrivanies i arques de dipòsit. El mateix dia 15 de setembre tots els consellers de Barcelona van ser exonerats dels seus càrrecs polítics i va ser nomenada una junta provisional de govern municipal formada per botiflers. L'endemà, 16 de setembre de 1714, l'intendent filipista José Patiño y Rosales llegia a la seva seu el decret d'abolició de la Generalitat de Catalunya procedint de la mateixa manera que en el cas del Consell de Cent de Barcelona i quedant derogades totes les institucions d'autogovern catalanes. Poc després els exemplars de les Constitucions de Catalunya eren requisats i cremats i tot el sistema constitucional es donava per abolit, iniciant-se un període d'ocupació militar sota l'administració del capità general borbònic de Catalunya a l'espera que el Consell de Castella resolgués que fer amb el nou territori conquerit. Finalment, l'11 de juliol de 1715 el regne de Mallorca fou ocupat per les tropes borbòniques i com en els anteriors casos del regne d'Aragó, del regne de València i del Principat de Catalunya totes les seues institucions d'autogovern foren abolides. Queia així sota el domini de Felip V l'últim estat de la Corona d'Aragó i amb ell el darrer bastió del sistema constitucional que s'havia resistit a la imposició de l'absolutisme borbònic.